# Boîte de conserve
Vous lisez un « article de qualité » labellisé en 2010.
Pour les articles homonymes, voir Boîte.

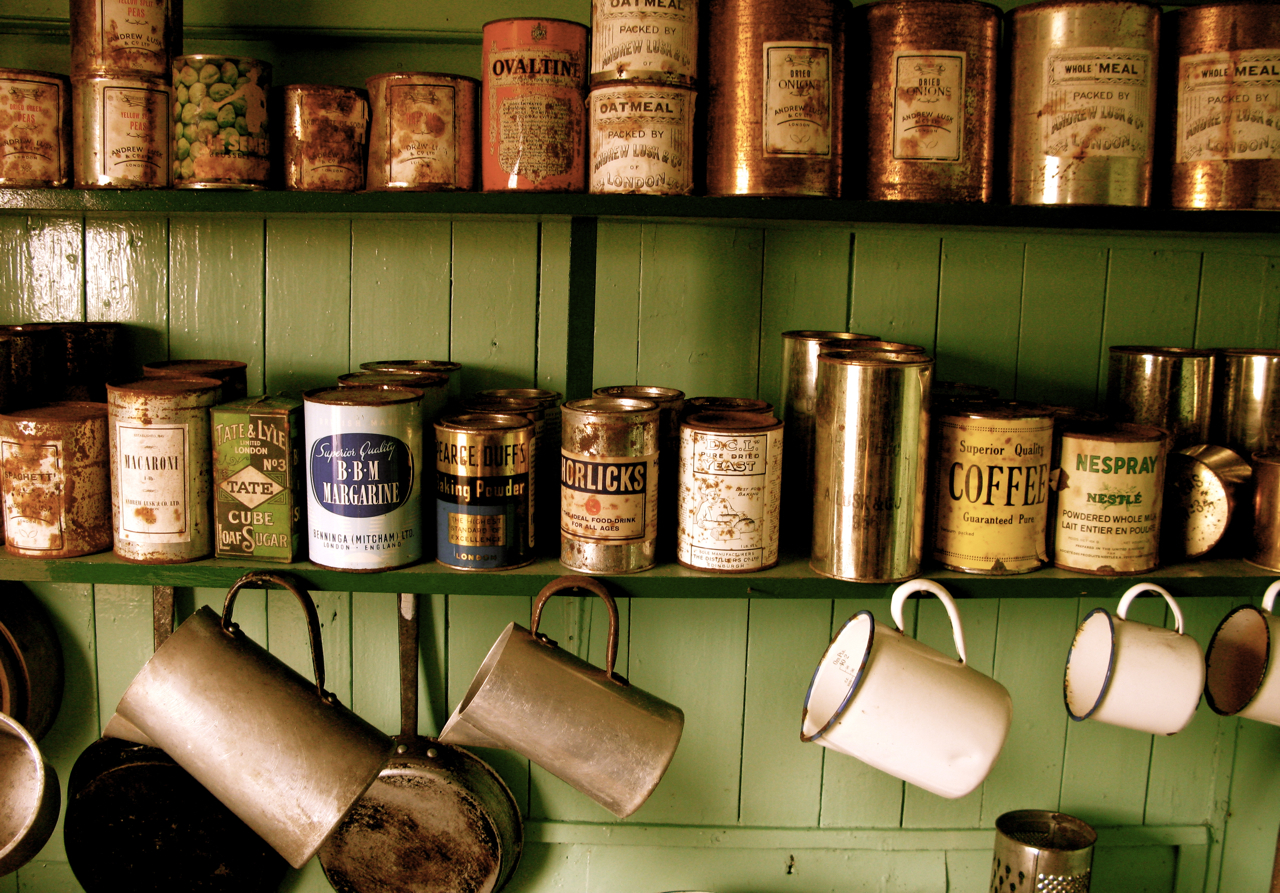
Collection de boites anciennes toujours pleines, à Port Lockroy (Antarctique) en 2010.

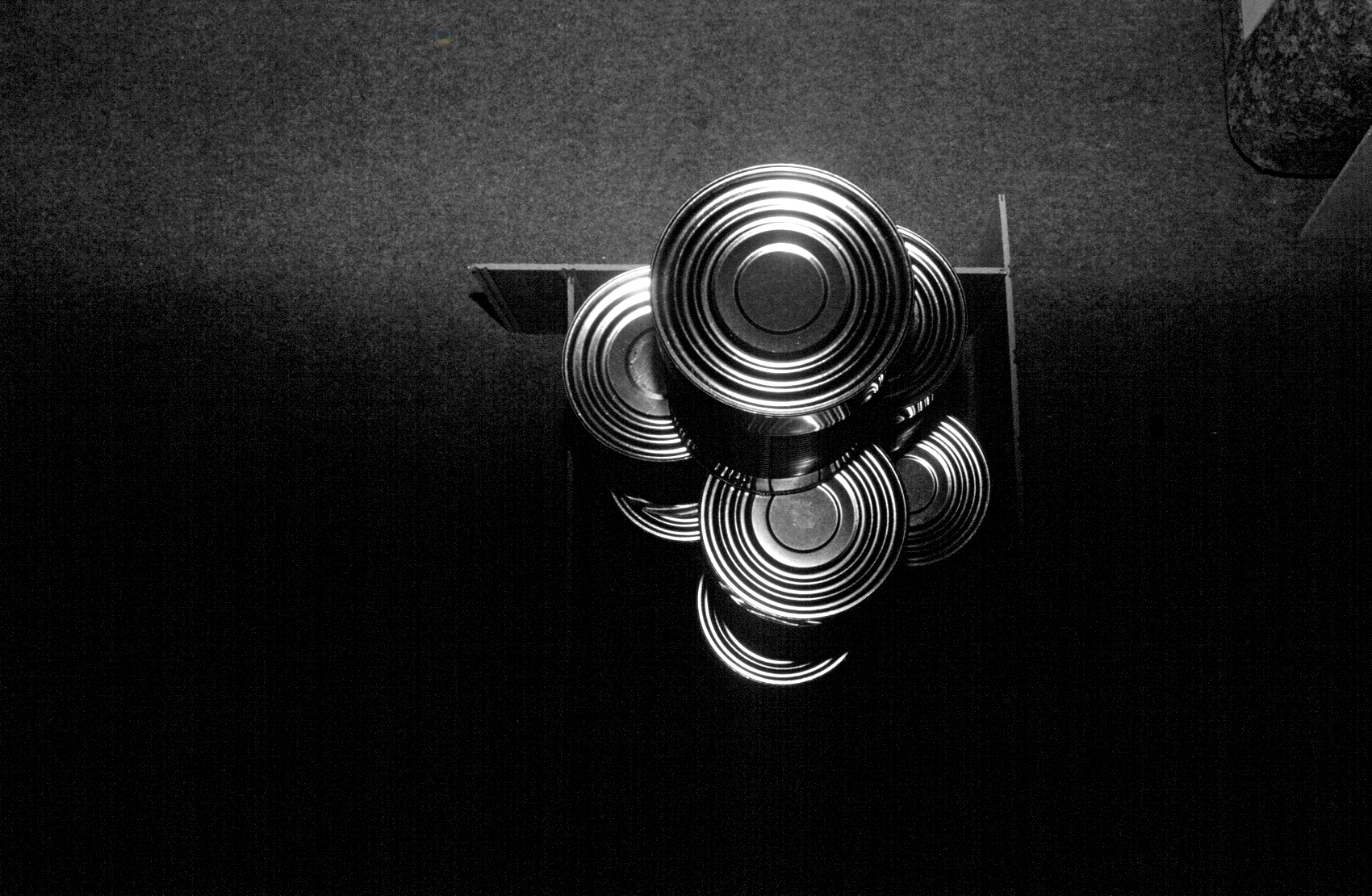
Oliver Castaño, Installation de panneaux et boîtes de conserve, Bristol, 2004.

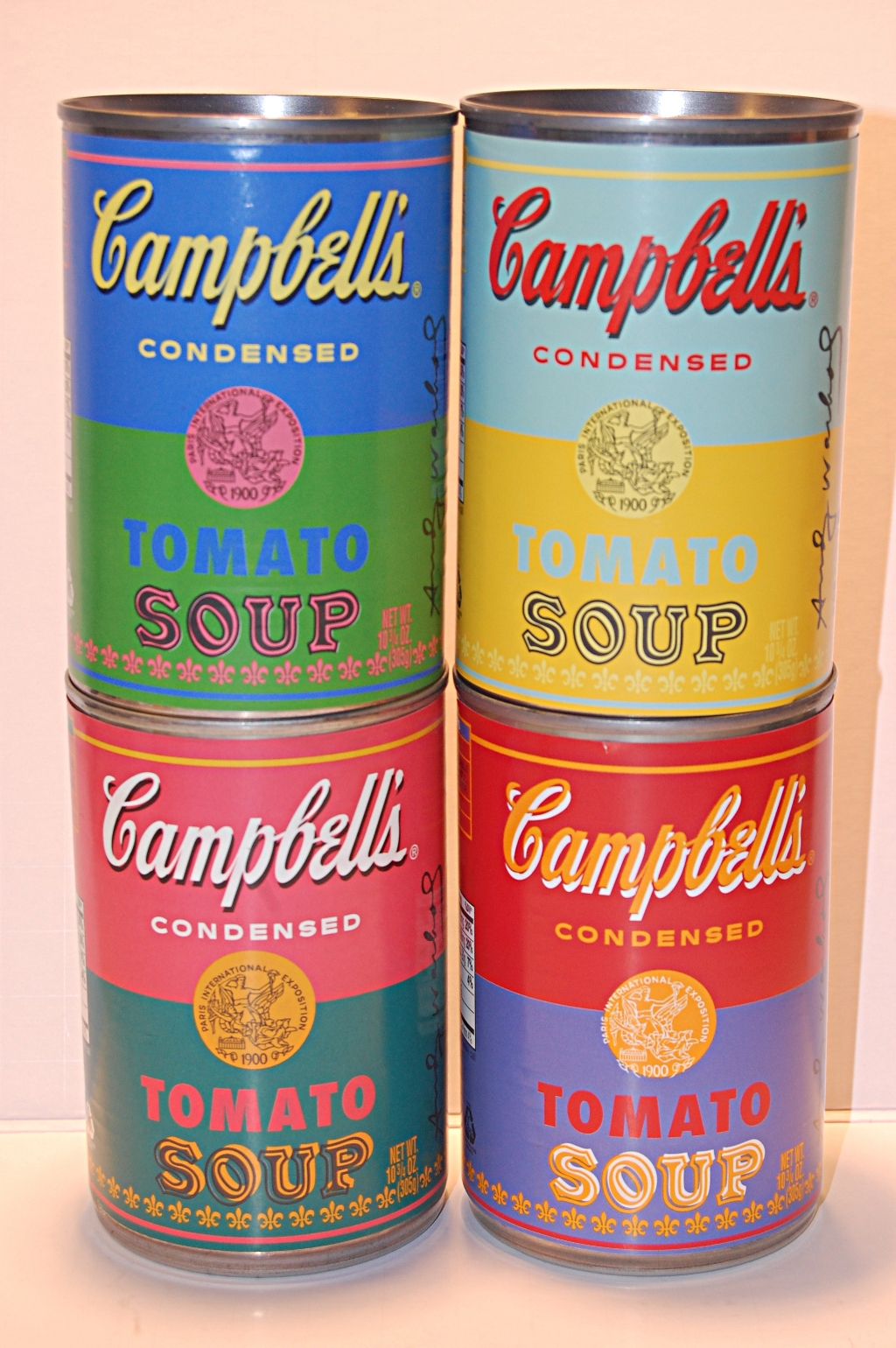
Des boites de conserves de la marque Campbell's détournées par l’artiste Andy Warhol, notamment dans son œuvre Campbell's Soup Cans.

Une boîte de conserve, ou boite de conserve, est un contenant métallique hermétique permettant la mise en conserve des aliments et leur maintien à température ambiante. Traditionnellement, elle s’ouvre à l’aide d’un ouvre-boite qui découpe le couvercle, à moins qu’elle ne soit dotée, comme c’est de plus en plus fréquemment le cas au XXIe siècle, d’un dispositif d’ouverture facilitée.
Inventée au début du XIXe siècle pour répondre aux besoins de la marine et des armées, elle est utilisée par les collectivités avant de pénétrer, peu à peu, dans les foyers ; dès le milieu du XXe siècle, elle est utilisée partout dans le monde, principalement par l’industrie agroalimentaire, pour la conservation de la viande, du poisson, des légumes, des fruits, des plats cuisinés, des produits laitiers et des aliments pour animaux.
Du soin mis à sa fabrication et de la qualité hygiénique des produits conservés dépend la qualité sanitaire de la nourriture consommée par des millions d’êtres humains.
La boite de conserve a eu un fort impact économique dans les secteurs de l’agriculture, de l’élevage, de la pêche et de la mécanisation. Sur le plan social, elle a bouleversé les conditions de travail, en particulier pour les femmes. Dans la vie quotidienne, elle a modifié les comportements alimentaires et donné la possibilité de réduire fortement le temps de préparation des repas.
Cet objet, devenu banal dans la seconde moitié du XXe siècle, est aussi devenu l’un des symboles de la société de consommation. Son recyclage est pris en compte dans celui des déchets et des autres emballages qui constitue l’un des enjeux des politiques de développement durable du XXIe siècle. Une fois utilisé dans son usage premier, il peut constituer un motif d’inventivité dans la vie domestique, où il se voit affecté à divers usages, surtout comme contenant léger et résistant. Dans le domaine de l’art, dégagé de sa fonction alimentaire, il sert de matériaux ou d’opportunité de réflexions sur la société.

## Historique: de l’invention à la généralisation

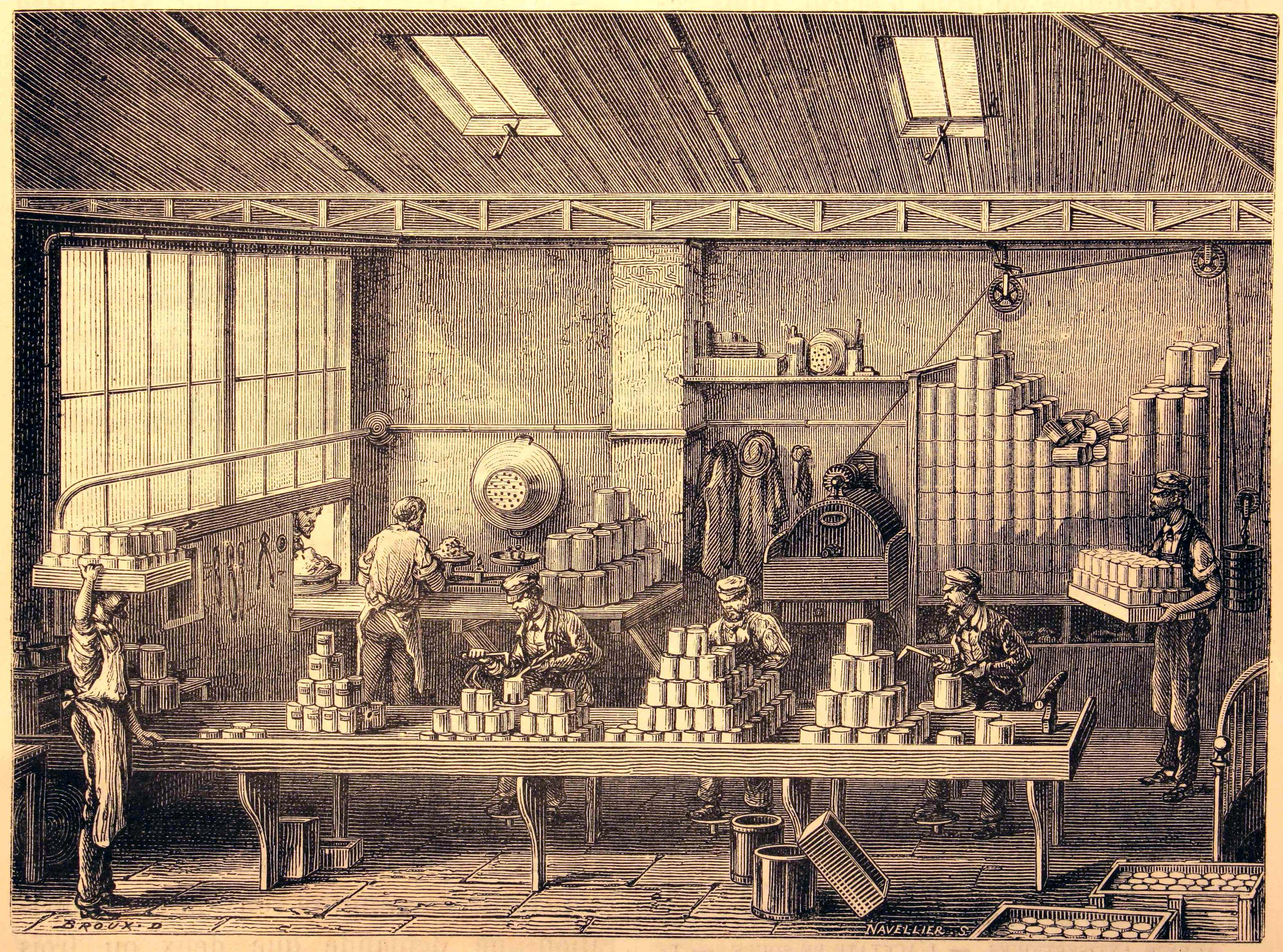
Atelier de remplissage et de soudure des boites au XIXe siècle.

L’origine de la boite de conserve remonte à la seconde partie du XVIIIe siècle : la marine des Pays-Bas utilise alors des boites en fer-blanc pour la conservation dans la graisse de denrées alimentaires. À la fin du siècle, ce pays possède une petite industrie pour la mise en boite de saumon salé, fumé et conservé dans du beurre salé ou de l’huile.
Les tablettes de bouillon sont conservées en France avant 1804 dans des boites en fer-blanc soudées ; ce type de récipient est utilisé dès avant 1810 pour la conservation de sardines dans le beurre, le vinaigre ou l’huile.
L’essor de cet emballage dans le monde ne se produit cependant qu’au XIXe siècle avec la généralisation de la pratique de l’appertisation, méthode stérilisatrice dont le nom dérive de celui de son inventeur, le Français Nicolas Appert qui l’a découverte empiriquement : l’aliment est placé dans un récipient rendu étanche et celui-ci est soumis à une température égale ou supérieure à 100 °C, ce qui permet de détruire de nombreux microorganismes qui altèrent normalement la nourriture et la rendent impropre à une consommation différée.

### Les pionniers des boites appertisées

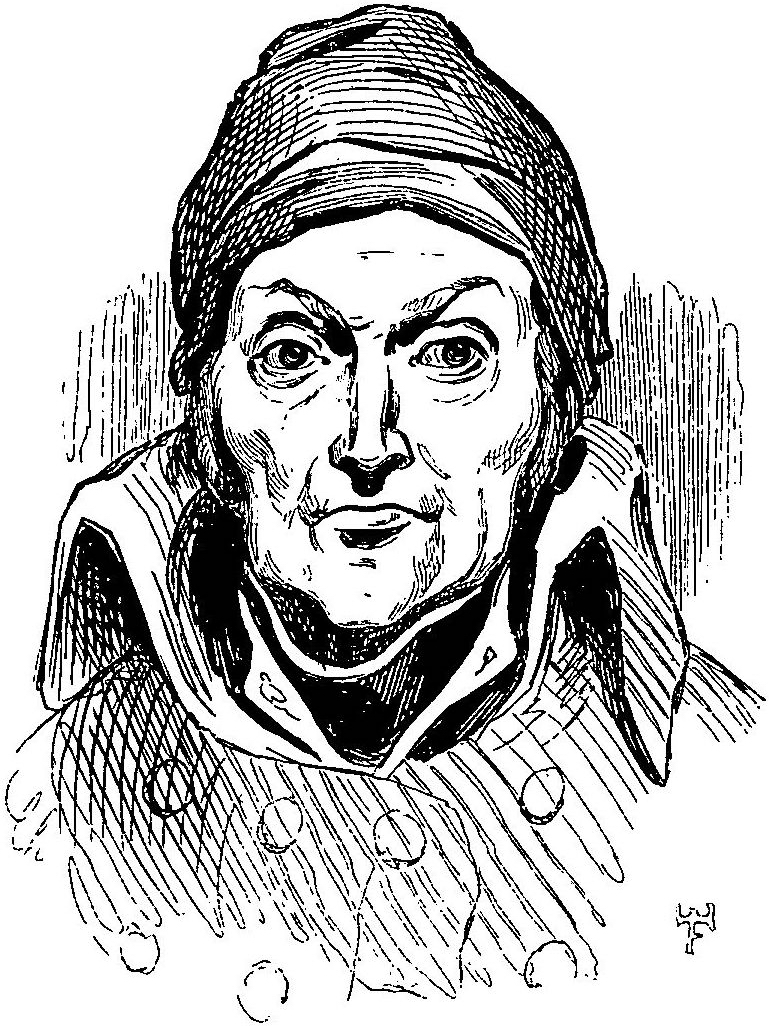
Nicolas Appert,
gravure sur bois, anonyme, 1841.

En janvier 1810 et sur proposition du ministre de l’Intérieur Jean-Pierre de Montalivet, Nicolas Appert, dont la marine française avait testé les conserves dès 1803, reçoit une somme de 12 000 francs en récompense de ses travaux sur sa méthode de conservation des denrées en bouteille de verre type champagne puis ultérieurement en bocaux de verre. Il a choisi cette matière car son père, travaillant à l’élaboration de vins de champagne, connaissait ses avantages et ses inconvénients. Il savait donc qu’une bouteille, pour résister à la pression du gaz, doit résister à la chaleur. Il souligne aussi son manque de confiance dans le grès qui ne le satisfait pas. Il sera aussi réticent à utiliser des boites fabriquées avec du fer-blanc car à cette époque, dit-il, le métal produit en France est loin d’atteindre la qualité de celui fabriqué en Angleterre.
L’octroi des 12 000 francs est assorti de l’obligation de publier la découverte à compte d’auteur, et Nicolas Appert s’y soumet en éditant en juin L’Art de conserver pendant plusieurs années toutes les substances animales et végétales ; deux cents exemplaires de l’ouvrage sont adressés par le Gouvernement de l’Empire aux préfets français pour diffusion du procédé et le livre est traduit en allemand dès octobre 1810 par Charles Mohr sous le titre Buch für alle Haushaltungen, oder die Kunst alle thierische und vegetabilische Nahrungsmittel mehrere Jahren vollkommen genießbar zu erhalten.

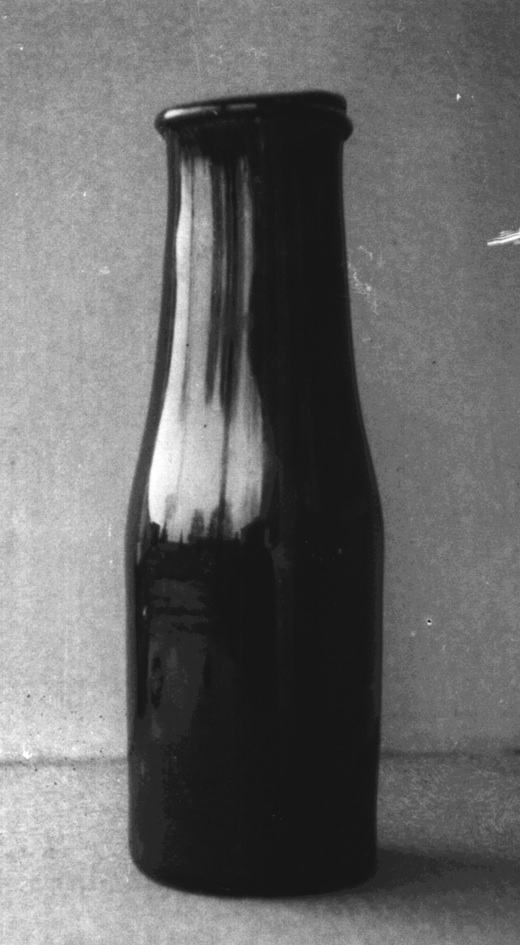
Bouteille à conserve Appert,
Musée des beaux-arts et d’archéologie de Châlons-en-Champagne.

En aout 1810, un commerçant anglais du nom de Peter Durand se voit accorder par le roi George III du Royaume-Uni le brevet 3372 pour une méthode de conservation d’aliments périssables dans des « vaisseaux » de verre, de céramique, de fer-blanc ou d’autres métaux appropriés. Un brevet dans lequel il mentionne ne pas être l’inventeur du procédé même de la conservation mais en avoir reçu communication par un étranger vivant à l’étranger ; Durand écrit qu’il a pratiqué des expériences à grande échelle et qu’il a remplacé les contenants en verre par des boites en fer étamé (« I substituted tin cases instead of glass jars or bottles »).
L’inventeur de la méthode est considéré être, dès 1810 en France, Nicolas Appert. Celui-ci, en 1814, se fait reconnaitre par les savants anglais lors de son voyage à Londres, mais doit se battre, en 1822, pour faire reconnaitre ses droits d’inventeur car sa méthode a été utilisée par la marine russe et l’introduction de Johann Adam von Krusenstern au récit de voyage de Kotzebue en a attribué, en 1821, la paternité à un certain Donkin,.
Peter Durand a vendu son brevet à Bryan Donkin, un industriel anglais travaillant avec John Hall, le fondateur de la Dartford Iron Works. Dès 1811, Donkin, utilisant le nom de Durand pour résoudre le problème légal découlant de l’attribution du brevet, a proposé à l’amirauté britannique de tester un lot de conserves dont on ne sait quel était le matériau utilisé pour fabriquer les récipients. Il est avéré par contre qu’en 1814, la firme Donkin, Hall and Gamble, qui a fondé une usine de conserves en boites métalliques à Bermondsey en 1812, a obtenu une importante commande de conserves de viande en boites de fer-blanc qui furent expédiées au vice-amiral Alexander Cochrane.

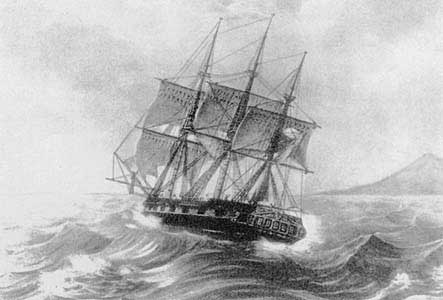
L’un des navires commandés par Krusenstern, gravure du XIXe siècle.

Comme le soulignent von Krusenstern et de nombreux autres auteurs du XIXe siècle, la boite de conserve présente beaucoup d’avantages pour ceux qui font de longs voyages en mer : son utilisation et sa manipulation sont aisées (particulièrement pour les boites métalliques moins fragiles que les bocaux en verre) ; l’espace de stockage de ces vivres « frais », disponibles en permanence dans la cambuse, est plus réduit que celui nécessité par la présence de bestiaux – ceux-ci fournissent de la viande fraiche mais « exigent une immense quantité de foin et d’autres provisions pour leur nourriture, et que l’on peut d’ailleurs perdre tout à coup malgré les précautions les plus minutieuses » ; la boite procure une disponibilité de nourriture qui pallie les difficultés de trouver des vivres frais aux escales ; elle constitue le moyen de supprimer le scorbut qui fait alors d’effrayants ravages parmi les marins.
Les explorateurs de l’époque sont donc ravis d’emporter des boites de conserves fiables et la marine plus encore : la première cause de mortalité sur les bateaux de guerre du XVIIIe siècle était en effet la maladie et non les combats.
En 1819, l’Anglais Thomas Kensett lance son entreprise de conserves à New York en partenariat avec son beau-père Ezra Daggett. Trois ans plus tard, ils font paraitre dans le New York Evening Post une publicité pour leurs conserves en boites de métal et prennent un brevet en 1825. Un autre Anglais, Charles Underwood tente en vain de trouver des partenaires commerciaux à La Nouvelle-Orléans et finit par créer son entreprise à Boston avec d’abord, comme Kensett, des conserves en bocaux puis en boites métalliques ; sa production est destinée à l’Amérique du Sud et à l’Extrême-Orient.
En 1813, Pietro Polli fonde son entreprise, Polli Alimentari, qui sera l'une des premières firmes italiennes à utiliser la boite de conserve pour pouvoir vendre tout au long de l'année le surplus de production des fruits et légumes.
La boite de conserve est désormais fabriquée en Europe (où les aliments en boite de conserve sont reconnus articles de commerce en 1820 par l’Angleterre et la France, et où Nicolas Appert se met à utiliser le récipient métallique) comme en Amérique.

### L’essor industriel

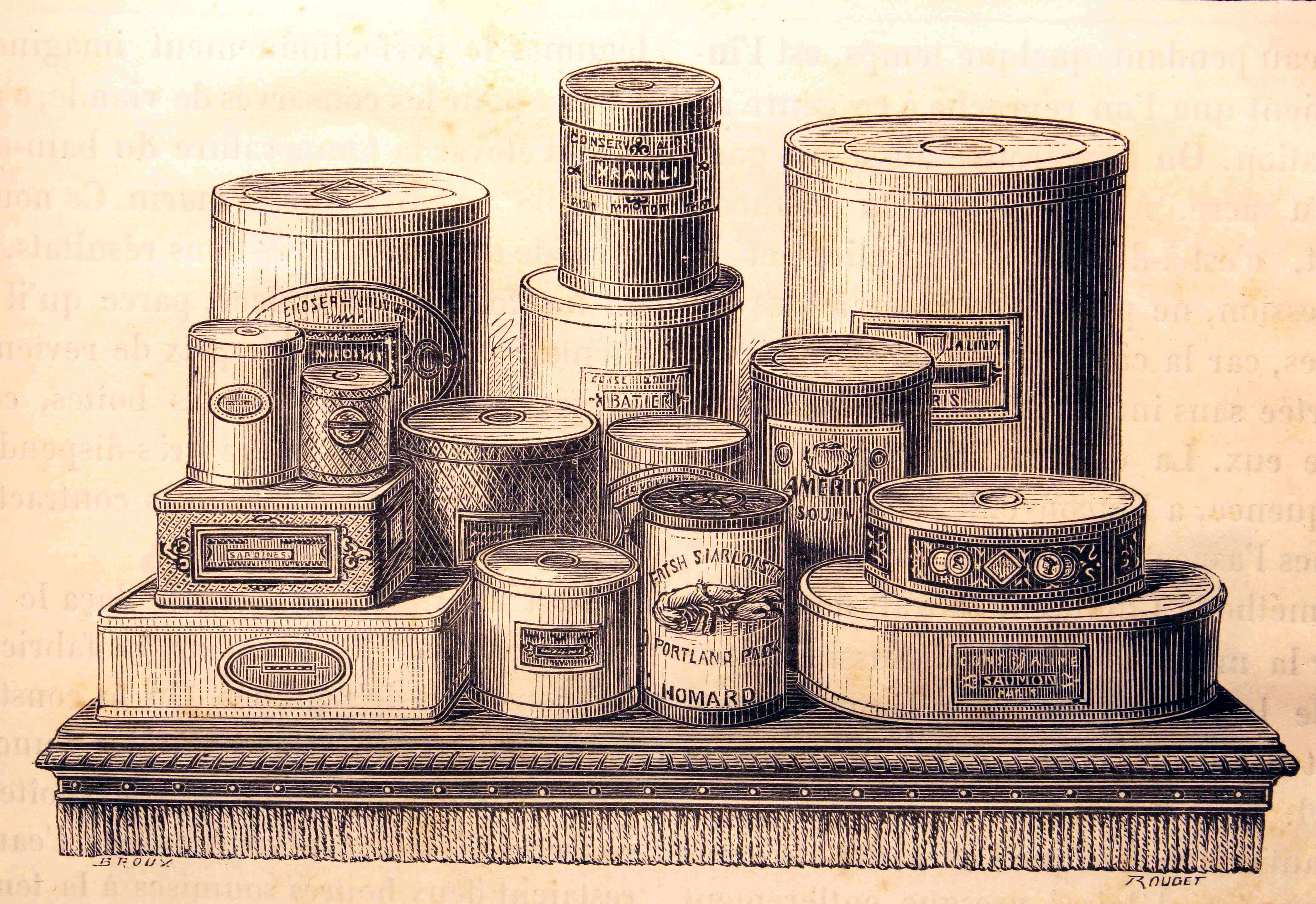
Boites fin XIXe siècle.

Les mineurs, les trappeurs et les colons qui œuvrent au développement de l’Est des États-Unis dépendent fortement des conserves. Gail Borden, qui a déjà créé le biscuit de viande, remporte un franc succès avec ses boites de lait condensé non seulement auprès de cette population mais aussi dans les villes où le lait, issu de vaches nourries de déchets provenant des distilleries d’alcool, est vendu en vrac dans des conditions d’hygiène douteuses. Sa réussite financière n’est pourtant pas due à l’intérêt manifesté par la population pour les qualités sanitaires du lait mais bien aux importantes commandes qui lui sont passées par les États de l’Union ; ses conserves ne seront vraiment lancées auprès du public qu’après la Guerre de Sécession et c’est alors seulement que les achats des particuliers constitueront la majeure partie de ses gains.
Le succès de Gail Borden incite d’autres producteurs d’aliments à conditionner en boites métalliques des denrées qui étaient traditionnellement disponibles en futs dans les magasins généraux, et donc contaminables par les insectes, les parasites et l’humidité. Chewing-gum, bicarbonate de soude, sirop d'érable, talc, produits cosmétiques et pharmaceutiques, tabac, la liste des produits en boite touche tous les domaines de la vie quotidienne.
La Guerre de Sécession a offert aux fabricants de conserves américains et français une merveilleuse opportunité de développement : en quatre ans, de 1861 à 1865, la production aux États-Unis est multipliée par six. Les armées de terre autant que la marine apprécient la commodité de la boite puisqu’il n’est pas toujours possible de réquisitionner la nourriture ou d’emmener le bétail avec soi car il supporte mal les longs transports. L’organisation de la cantine va être simplifiée et soldats comme prisonniers vont être nourris de boites de corned-beef avant de connaitre, au XXe siècle, les différentes versions de la « ration K ».
L’habitude prise par les soldats et les marins de manger des produits en conserve va se répercuter dans la vie civile, au niveau de leurs ménages d’abord, se répandant ensuite dans toute la population.

### Une difficile pénétration dans les foyers
L’introduction de la boite de conserve dans les foyers ne se fait cependant pas sans difficulté, notamment pour des raisons financières et sociales.
En 1812, le gastronome Grimod de La Reynière se désole de voir Appert négliger de préparer ses conserves après la publication de son livre ; il constate avec regret qu’il est difficile de s’en procurer et espère qu’on pourra à nouveau se « pourvoir abondamment de ces petits Pois, de ces Fèves de marais, de ces Abricots, Cerises et Pêches en bouteilles qui figuroient pendant l’Hiver sur nos tables, de manière à croire que l’ordre de la Nature étoit interverti ». Ceux qui, comme lui, ont appartenu aux classes aisées ont pu s’offrir le luxe de la conserve lorsqu’elle est apparue sur le marché, mais la grande majorité de la population n’a pas été pendant longtemps en mesure de payer le produit.
D’autre part, comme l’écrit Freddy Raphaël, « toute société est le lieu d’un affrontement entre les facteurs de maintien et les facteurs de changement ». Parmi ces facteurs de maintien figurent le rôle traditionnel de la femme dans la préparation des repas et les habitudes alimentaires « d’autant plus tenaces qu’elles contribuent puissamment aux sentiments d’appartenir à un clan, un groupe, une classe sociale ou encore une nation (apparemment les immigrés abandonnent plus facilement des rites liturgiques que leur cuisine) ». L’exemple des Italiens immigrés aux États-Unis est révélateur : fortement attachés à leur art culinaire et à l’emploi intensif de la tomate, ils créent en Amérique des commerces qui proposent leurs aliments élaborés de façon traditionnelle (comme le pain ou le fromage), mais aussi des firmes comme Eureka, spécialisée en sauce tomate en conserve, indiquant ainsi qu’ils veulent s’intégrer à leur nouvelle nation. L’étiquetage des boites, en anglais, attire les Italiens en voie d’américanisation comme les Américains intéressés par l’exotisme d’une cuisine italienne.

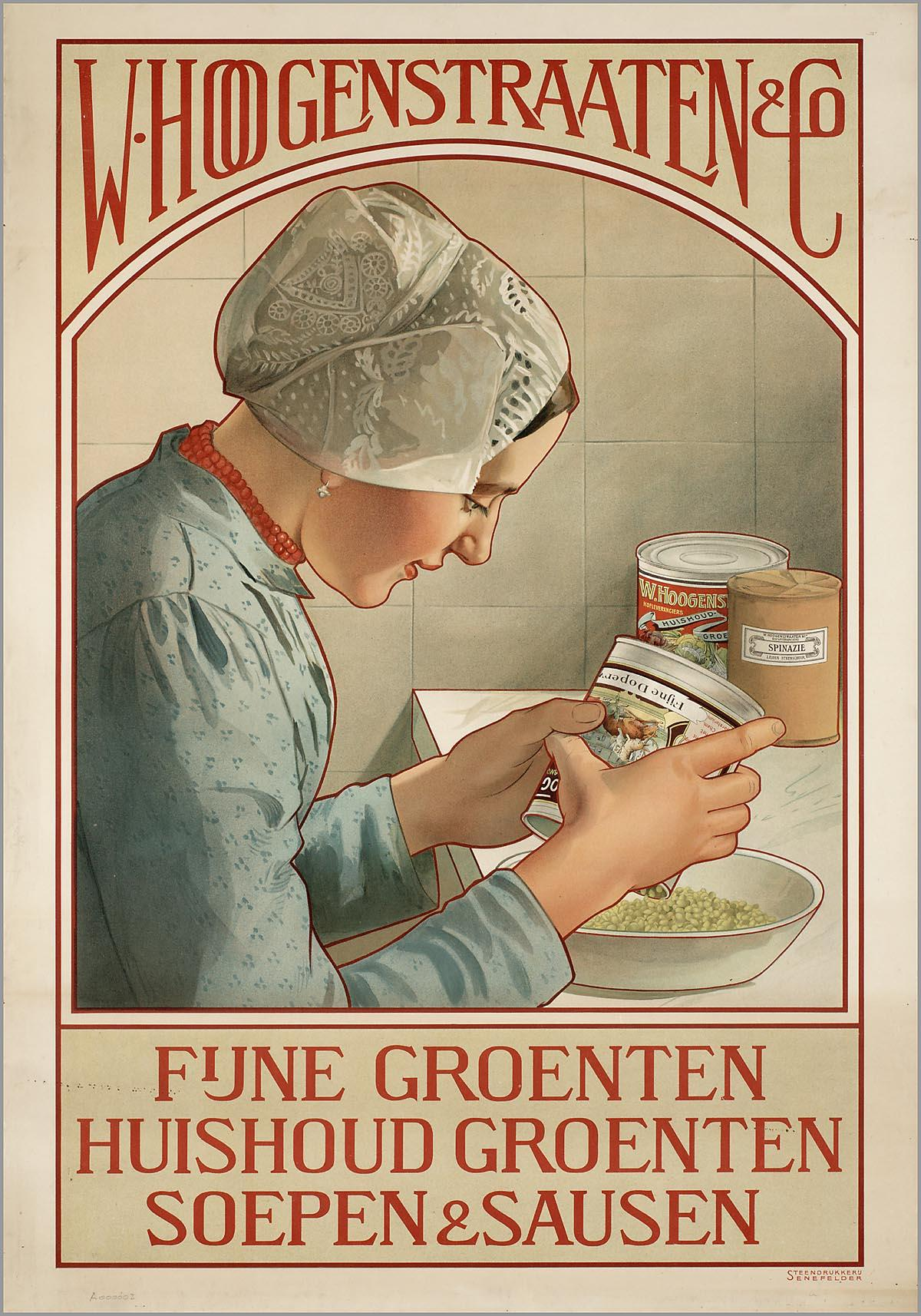
Affiche publicitaire de Hoogstraaten & Co, 1899, d’après Johann Georg van Caspel.

La boite de conserve, d’abord utilisée par les collectivités, peine à pénétrer dans les ménages pour d’autres raisons encore :
- il faut établir une stratégie commerciale pour inciter le désir d’achat d’un consommateur qui, au départ, n’a pas besoin du produit ou ne pense pas en avoir besoin, en ciblant correctement le client[N 8] ;
- il faut lancer les campagnes publicitaires correspondantes ;
- il faut créer les réseaux d’acheminement et de distribution.

Cela pose peu de problèmes aux industriels américains qui ont développé une production de masse lors de la Guerre de Sécession et qui veulent écouler leur marchandise standardisée. Mais il faut aussi proposer un prix de vente attrayant, identifier le produit et, surtout en matière d’alimentation, assurer le client de son innocuité, c’est-à-dire établir une confiance sociale.
Au contraire du bocal, la boite en fer-blanc ne permet pas de juger de l’état du contenu avant l’achat et l’ouverture même du récipient. Pendant quelques dizaines d’années, les producteurs vont devoir convaincre responsables politiques et consommateurs de la qualité des produits mis en boite, d’autant que les fraudes et falsifications existent dans d’autres domaines alimentaires (exemple : la falsification du beurre) et que des additifs (colorants, sel de cuivre, borax, etc.) se sont ajoutés aux denrées stérilisées. Certains allèguent aussi que les denrées en boîtes sont pauvres en vitamines puisque celles-ci sont sensibles à la chaleur et détruites par l’appertisation. Une législation se met progressivement en place qui règlemente quelque peu l’étiquetage.
Les nouveaux produits lancés dans le commerce exigent d’autre part l’acquisition d’une technique de consommation ; la boite de conserve n’échappe pas à la règle d’autant qu’elle est vendue au grand public, soit préalablement garnie de denrées « en conserve » (dans la majorité des cas), soit comme simple support pour l’appertisation réalisée au sein de la famille. Une littérature spécifique se développe en conséquence, servant tant à expliciter qu’à rassurer, et proposant généralement de nombreuses recettes de cuisine.

### La généralisation
L’usage de la boite métallique industrielle se généralise et se développe partout dans le monde après la Seconde Guerre mondiale, en même temps que se propage un mode de vie « à l’américaine »,,. En plus des boites de sardines, de thon, de saumon, de petits pois, de tomates, de corned-beef, de pêches en morceaux, d’ananas en tranches, de riz au lait, etc. qui ont été d’abord proposées, se développent progressivement des gammes de soupes, nouilles, plats préparés (comme la choucroute, le cassoulet, les carbonnades) et de produits exotiques divers.
L’emballage métallique présente cinq avantages pour la mise en conserve :
1. Il est mécaniquement résistant ;
2. Il joue un rôle de barrière contre les UV, la lumière et l’oxygène ;
3. Il protège durablement les aliments ;
4. Il peut être recyclé ;
5. Sa présentation est diversifiée.

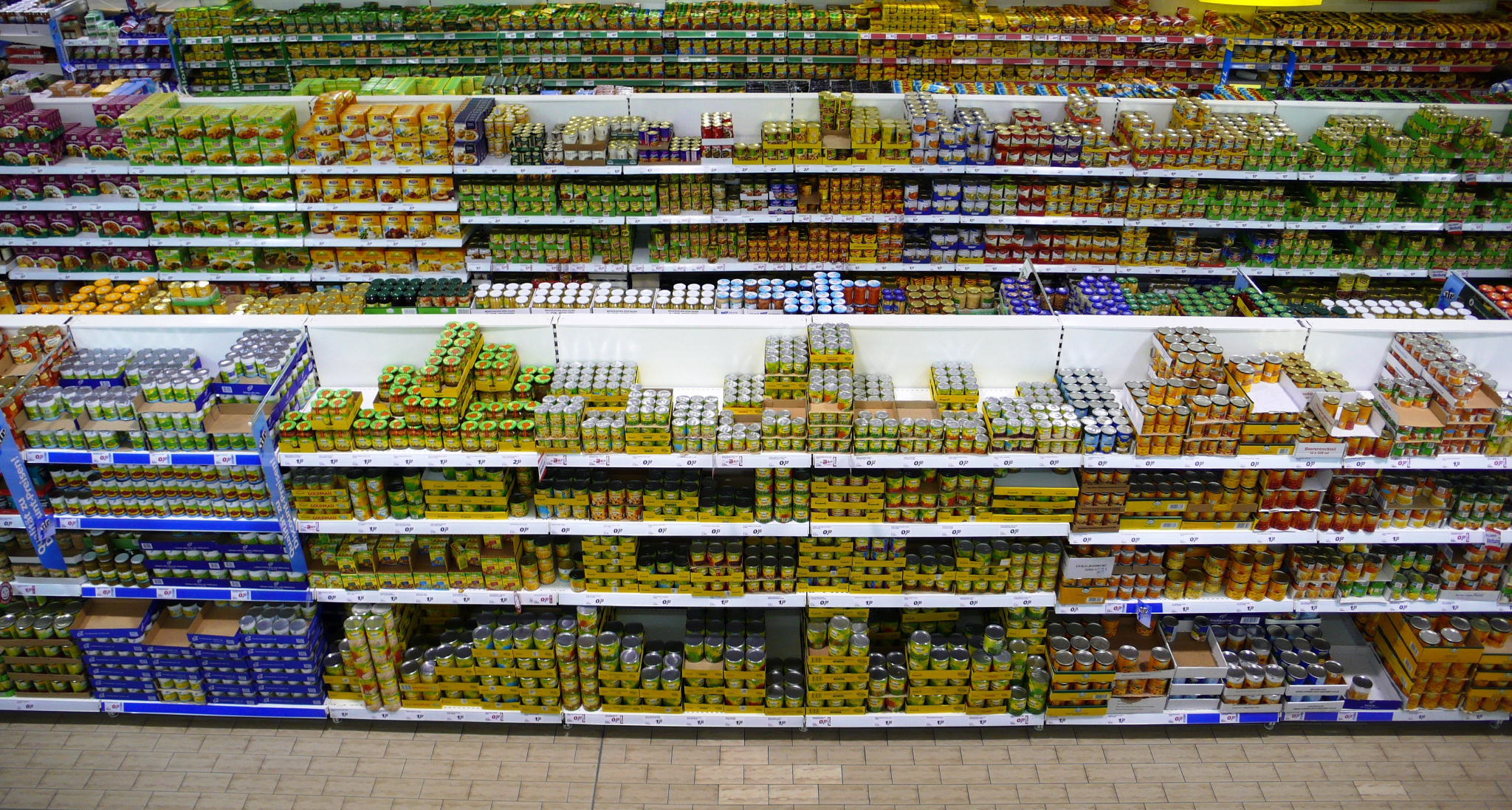
Des boites de conserve dans un supermarché allemand en 2007.

L’usage du verre et des matières plastiques concurrence pourtant fortement le conditionnement métallique qui va connaitre dans les années 2000 une croissance inférieure à la croissance moyenne de la part de marché des produits d’emballage.
Le Can Manufacturers Institute a publié des statistiques concernant le volume des boites de conserve fabriquées par ses membres et transportées par bateau pour la période 1970-2005 ; on y relève le nombre de 22 855 milliards de boites en 2005, dont 1 794 pour les viandes et volaille et 1 618 pour les fruits de mer.
En 2008, plus de 25 milliards de boites métalliques, acier et aluminium, ont été produites en Europe. Selon l’APEAL qui affirme représenter 95 % de la production totale européenne, quelque cinq millions de tonnes d’acier pour emballage sont produites annuellement et 12 000 emplois sont concernés directement ou indirectement ; 54 % de l’emballage métallique concerne la nourriture contre 12 % pour les boissons.
La boite métallique est aussi l'un des contenants les plus efficients pour l'industrie en termes de vitesse de remplissage sur les chaines.
L’histoire de l’emballage métallique retient les noms de sociétés nées à la fin du XIXe siècle ou au cours du XXe siècle, et notamment : Pechiney (France), Schmalbach-Lubeca (Allemagne), Thomassen & Drijver (Pays-Bas), Continental Can Company (États-Unis), Sobemi (Belgique), Strojobal A.S. et Obalex A.S. (Tchécoslovaquie), Vaja factory (Hongrie), Capolo (Italie), Amco Buftea (Roumanie), Heinz États-Unis Starkist (É.-U.), Mivisa (ex. Vivancos) et Megasa (Espagne), etc. À la suite des multiples fusions intervenues à la fin du XXe siècle, les principaux producteurs mondiaux deviennent les groupes Crown Cork (qui a absorbé le franco-britannique CarnaudMetalbox), Impress et le japonais Toyo Seikan Kaisha, ArcelorMittal étant l’un des leaders mondiaux pour la fabrication de métal d’emballage.

## Fabrication: l’industrie métallurgique

### De l’artisanat à l’industrie
Dès le départ, la forme cylindrique est généralement préférée à la cubique ou à la parallélépipédique. Appert a fait confectionner des boites sur base carrée à la demande des marins qui envisageaient l’aspect pratique de l’arrimage, mais y a renoncé devant l’accroissement du travail et du cout qu’elles généraient ; il a constaté de plus que lors du traitement thermique, « la boîte carrée se déprime sur les six faces, ce qui présente pour l’arrimage dans les caisses une quantité de vides que ne cause point la boîte ronde, déprimée seulement dessus et dessous » ; il admet cependant que pour les conserves de volaille ou de gibier, les boites ovales sont préférables. Les progrès de l’industrie permettent au XXIe siècle de proposer d’autres formes qui correspondent aux demandes du marketing.
Les premières boites, fabriquées une à une par un ferblantier, sont en fer-blanc et nécessitent des feuilles d’acier étamé exemptes de pailles (défaut du métal laminé) au risque de voir l’étain se soulever et provoquer l’oxydation des denrées, ou de voir les pailles se détacher lors de la dilatation causée par le procédé d’appertisation et laisser, après le refroidissement, des interstices qui peuvent passer inaperçus mais qui laissent entrer air et microorganismes, occasionnant ainsi la fermentation ou la putréfaction des denrées alimentaires. L’épaisseur de la feuille est fonction de la taille de la boite : plus fine pour les petits récipients, plus épaisse pour ceux qui peuvent contenir jusqu’à 20 kg de nourriture. La bande de fer-blanc qui doit former le corps de la boite est arrondie sur une bigorne pour former un cylindre ; ses deux extrémités, se superposant de 4 à 5 lignes, sont ensuite soudées au plomb, intérieurement et extérieurement ; le fond est découpé de telle façon que son diamètre dépasse de 2 à 3 lignes celui du corps pour qu’on puisse le rabattre avec précision à l’intérieur du corps avant de le souder extérieurement. Le couvercle, de même dimension que la base mais percé d’un petit trou, est enfin posé sur le corps, rabattu et soudé soigneusement.
On utilise peu après du fer battu dont l’ouvrier brase le fond sur le corps avant qu’on ne plonge la boite dans un bain d’étain fin. Le récipient est bien plus solide et plus sûr car il ne comporte plus que la soudure du couvercle ; il peut aussi être utilisé à plusieurs reprises après découpage du couvercle soudé.

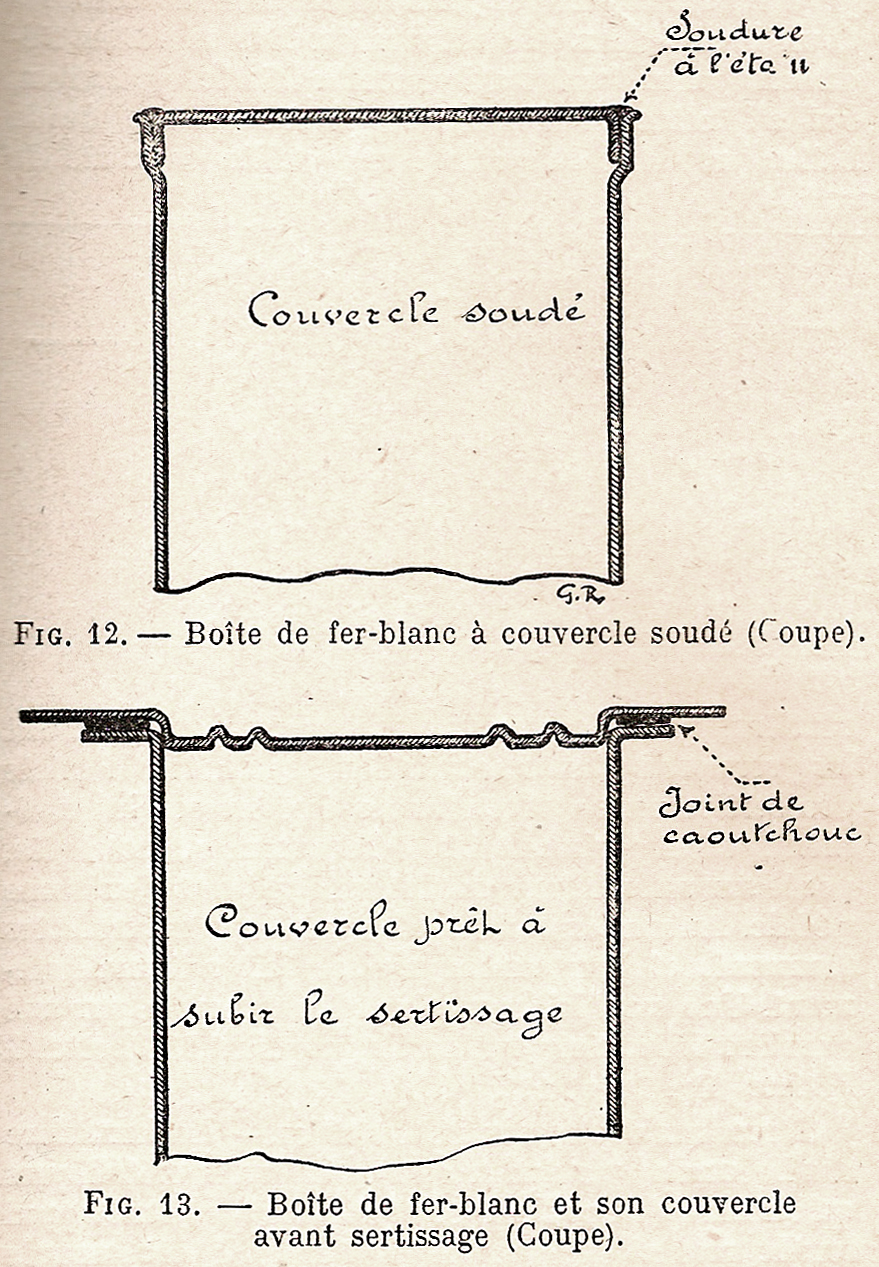
Différence entre soudure du couvercle et sertissage.

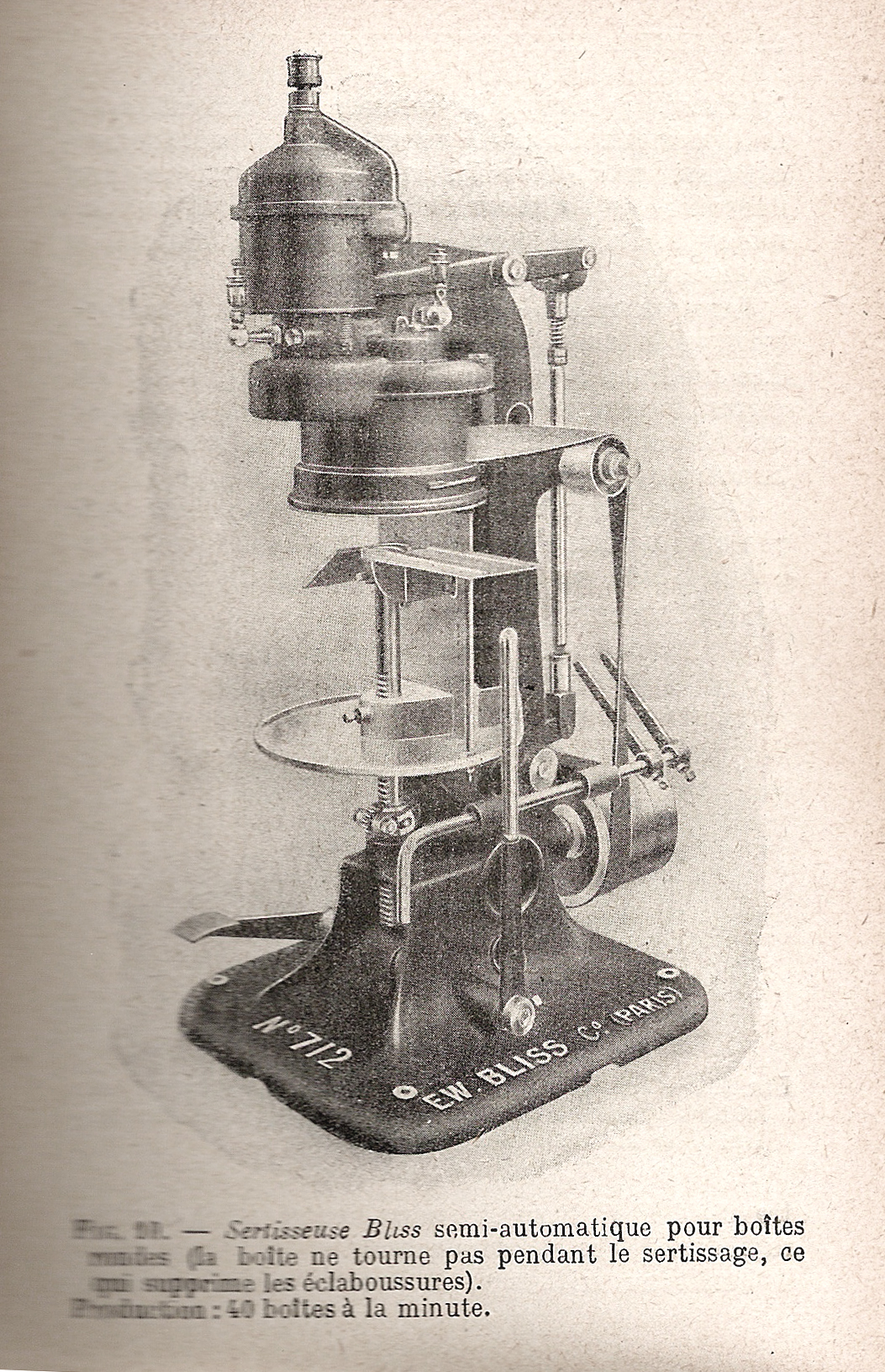
Sertisseuse « qui n’éclabousse pas », appareil de 1.70 m de haut fixé au sol.

Mais le fer-blanc reste le matériau le plus utilisé jusqu’au milieu du XXe siècle.
Les soudures se font au plomb et vont s’avérer dangereuses pour le consommateur. L’intoxication par le plomb des boites de conserve semble bien avoir été l’une des causes de la mort de membres de l’expédition Franklin (1845-1847) enterrés sur l’île Beechey. Dans la France de 1879, le Comité consultatif d’hygiène recommande, au grand dam de la chambre syndicale des ouvriers boitiers de Nantes, l’utilisation d’étain fin et les préfets sont priés par circulaire d’interdire l’usage du plomb dans la fabrication des boites de conserve ; l’exécution de cette interdiction ne va être effective qu’en 1891 sans être toutefois vraiment appliquée dans le détail puisqu’en 1908 Jean Leclerc de Pulligny rappelle dans les Annales d’hygiène publique et de médecine légale l’arrêté ministériel du 23 mai de la même année qui interdit la vente de boites peintes ou vernies avec des couleurs au plomb à partir du 1er aout 1909 tant pour les produits français que pour les étrangers.
La soudure au plomb du fond ou du couvercle est donc progressivement remplacée par celle à l’étain ou par le sertissage qui offre davantage encore de sécurité et dont la méthode de sertissage avec joint a été inventée en 1888 par l’Américain, d’origine allemande, Max Ams,. Dans les années 1920, un grand nombre de boites ont un système de fermeture mixte : le fond est soudé et le couvercle serti.
La fabrication devient peu à peu industrielle, les meilleures machines étant américaines.

### Typologie

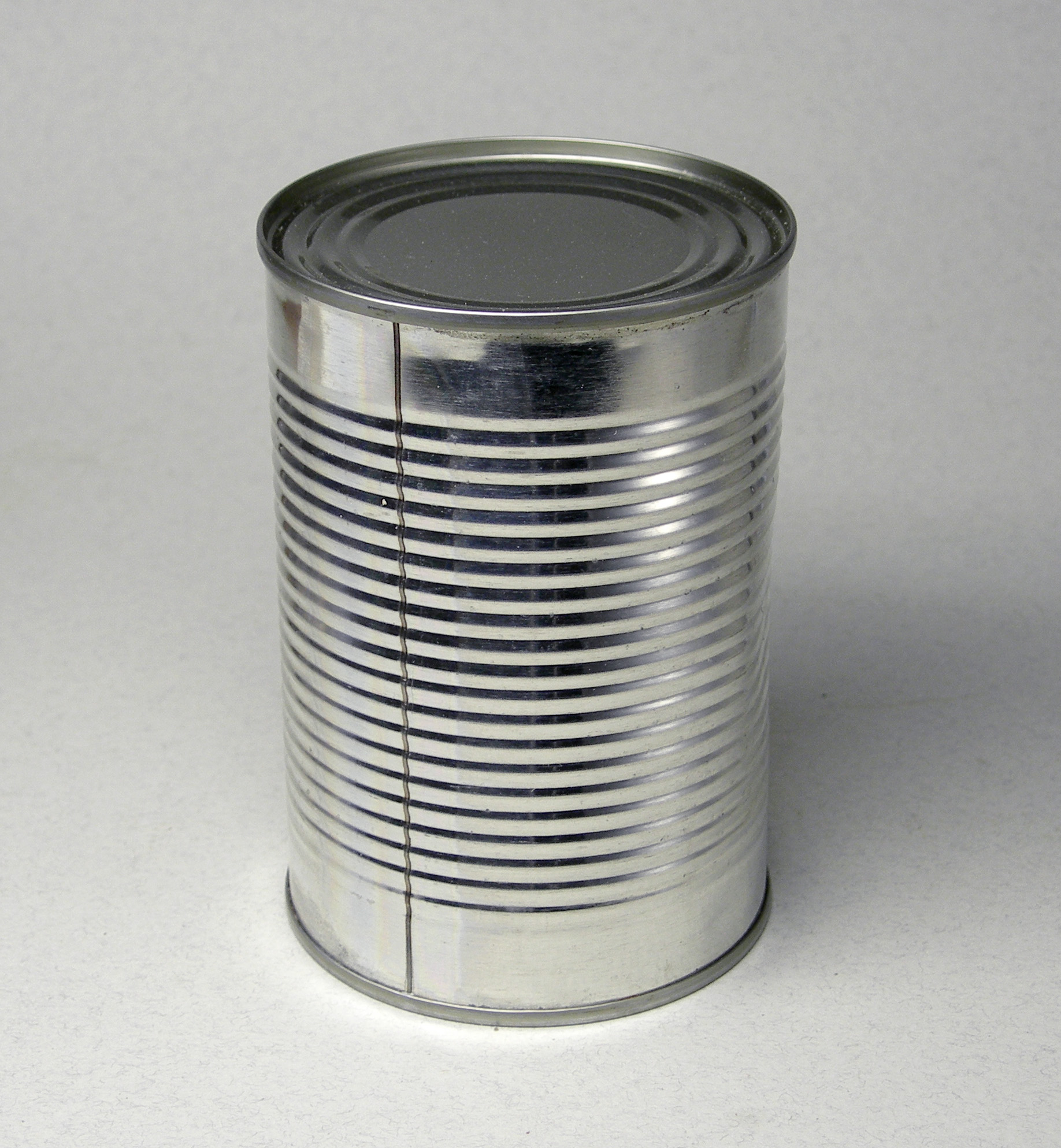
Boite de conserve soudée électriquement et sertie.

On distingue, dans les années 1930, deux types de boites utilisées pour les conserves :
1. récipients fermés hermétiquement et le demeurant pendant la stérilisation (soudés et/ou sertis) :
Fabriquées industriellement, ces boites sont principalement utilisées par l’industrie de la conserve et assez peu par les particuliers car, à moins de posséder une sertisseuse, l'usager est dans l’obligation de porter ses récipients, au risque d’en renverser le contenu, chez le soudeur ou le sertisseur qui doit opérer immédiatement la fermeture pour éviter une première fermentation. Autres inconvénients : la boite n’est pas réutilisable (puisque le couvercle doit être découpé à l’ouvre-boite) et le risque de détérioration de la denrée existe si la sertisseuse est mal réglée ou si la soudure est mal faite. Par contre, cette méthode permet de garder aux viandes fumet et jus résultant de la cuisson par stérilisation ;

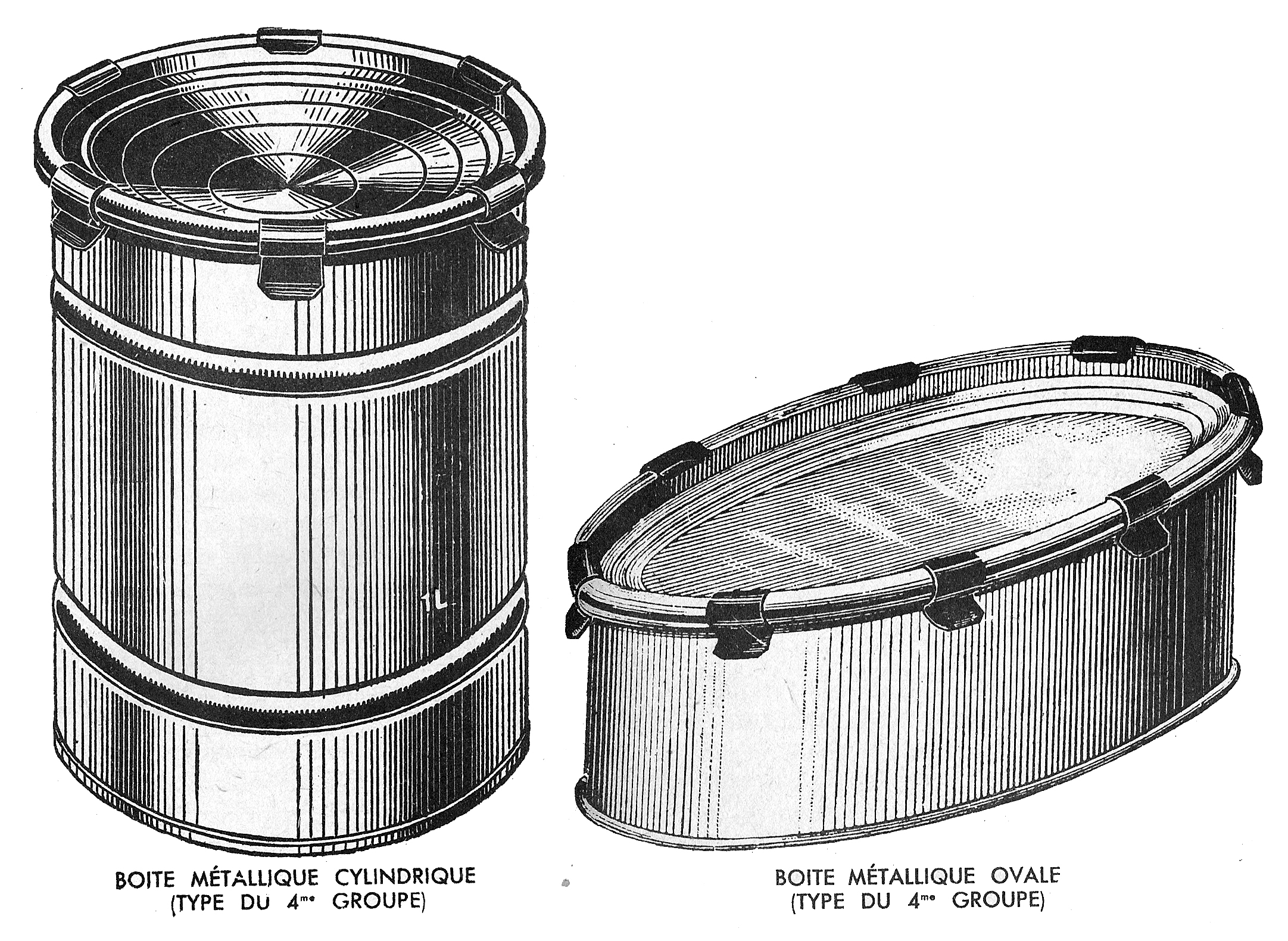
Boites avec couvercle agrafé.

2. récipients métalliques avec fermeture élastique à soupape, utilisés avec des agrafes mobiles :
Plus pratiques pour le particulier, ces récipients possèdent un couvercle, indépendant du corps, muni d’un joint de caoutchouc sous le rebord ; le couvercle est maintenu sur le bocal par des agrafes dont le nombre est laissé au choix de l’utilisateur. La fermeture élastique à soupape ne laisse détendre la pression intérieure que de la quantité nécessaire lors de l’appertisation. Ce type de récipient, cylindrique ou ovale, est recommandé pour les pâtés et les conserves de foie au naturel, les rillettes et les champignons. Incassable, plus léger que le bocal de verre, il supporte les chocs d’un transport et réduit les couts d’expédition. La boite en fer-blanc coute aussi moins cher à l’achat et les pièces de rechange sont disponibles en quincaillerie ; par contre elle doit être très soigneusement essuyée pour éviter la rouille, et son usage est d’assez courte durée.
Pour le particulier, un avantage supplémentaire de la boite métallique sur le bocal en verre est qu’elle supporte aisément l’immersion dans l’eau froide directement après la stérilisation ; le refroidissement brutal donne plus de fermeté à la denrée, ce qui est intéressant pour la présentation ultérieure des fruits et légumes.

### Types d’ouvertures
Il a fallu attendre les années 1850 pour voir apparaitre l’outil pratique qui permet d’ouvrir les boites.
Avant l’ouvre-boite, il fallait percer le métal épais de la boite avec burin et marteau ou utiliser un fer à souder rougi.

« Beaucoup de consommateurs sont assez embarrassés pour ouvrir ces boîtes [de fer-blanc soudées] ; ils les brisent, les déchirent pour jouir plutôt des Sardines, qui alors se conservent moins bien, parce que l’air s’introduit en grande quantité par ces fentes. Nous leur conseillons d’employer à cette opération un fer à souder bien rouge ; alors le couvercle se séparera de la boîte avec beaucoup de facilité et sans aucun dommage. »

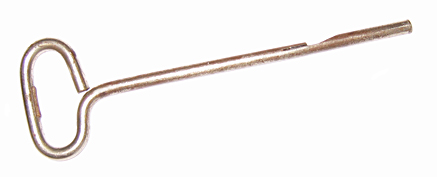
Clé universelle pour boite à ouverture par décollage.

Les efforts d’amélioration de l’ouverture des boites portent leurs fruits. En 1894 nait la boite de sardine à ouverture par décollage : il suffit d’introduire dans une clé spéciale une languette qui dépasse du bord du couvercle et d’effectuer un mouvement de rotation de la clé pour que le couvercle, se décollant du corps de la boite, s’enroule autour de la clé. Ce système est particulièrement apprécié pour les conserves de sardine,. Une clé, dite universelle, va être vendue séparément dans le commerce : de plus grande dimension et plus solide que la clé à usage unique qui accompagnait, au départ, chaque boite vendue, elle permet d’ouvrir des boites à décollage de différentes dimensions. En 1932 apparaissent les premières boites en acier à amincissement : le système d’enroulement autour d’une clé est identique mais c’est une languette de métal qui se détache sur le pourtour de la boite, séparant le couvercle du corps comme pour les boites de corned-beef ; un système semblable mais permettant de se passer de la clé et de tirer simplement la languette par la main sera mis en point en 1979.
C’est grâce à l’invention, brevetée par Ermal Fraze en 1967, du principe de l’ouverture facile pour les emballages métalliques que la grande majorité des boites fabriquées au début du XXIe siècle peuvent être ouvertes sans ouvre-boite. De 77 % en 2002, le taux de boites à ouverture par un anneau fixé au couvercle préincisé, par réduction (au micromètre près) de l’épaisseur du métal sur la ligne d’ouverture, passe à 86 % en 2007 ; l’ouverture par languette permettant le décollage de l’opercule thermoscellé pelable a été créée en 1990, ; ce système thermoscellé n’est utilisé que pour des boites de moins de 400 ml. En 1995, apparait au Brésil le couvercle Dot top : en décollant une pastille plastique, on libère la pression interne ce qui permet de soulever sans effort le couvercle qui peut être replacé sur la boite entre deux usages.

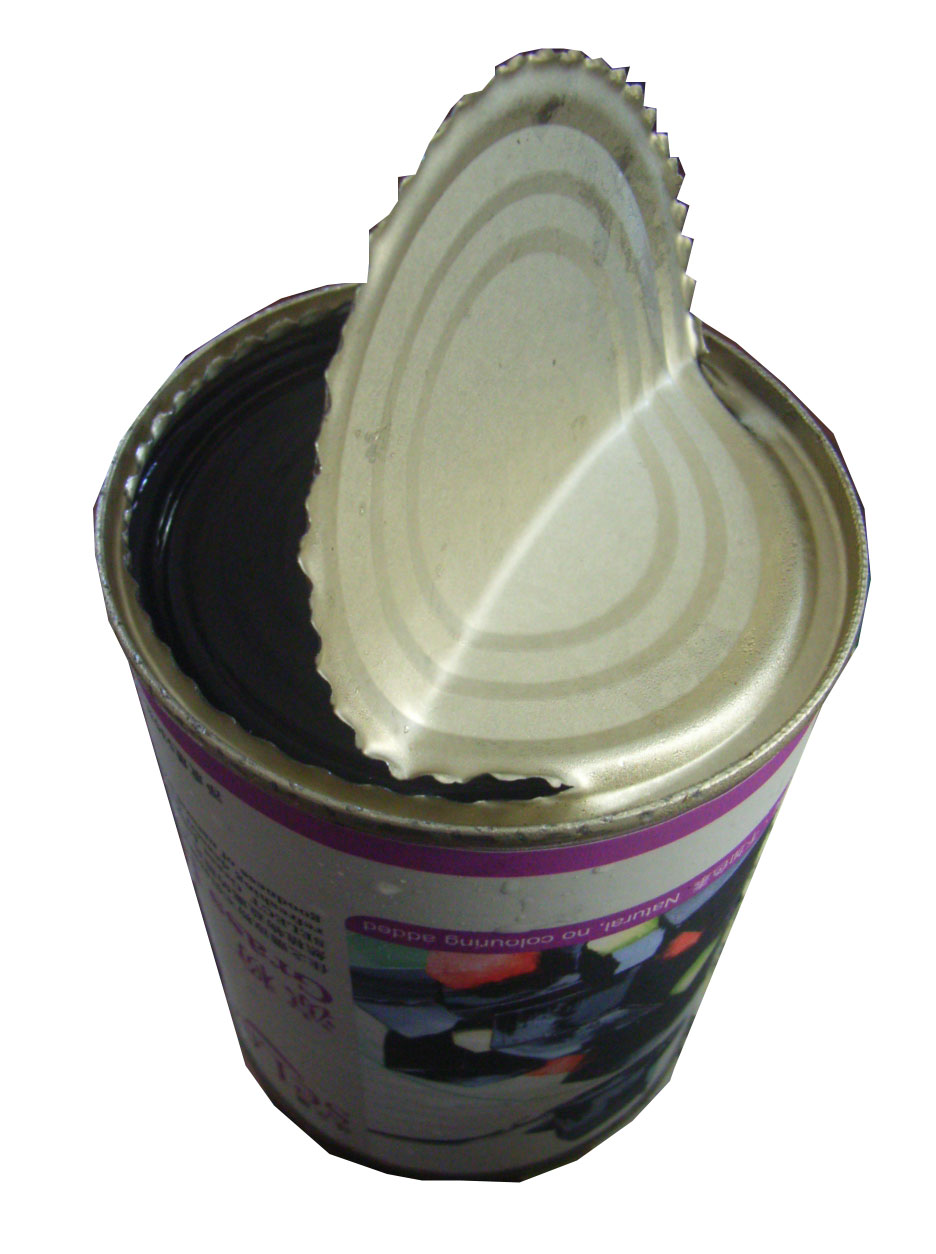
Ouverture par ouvre-boite[N 11].
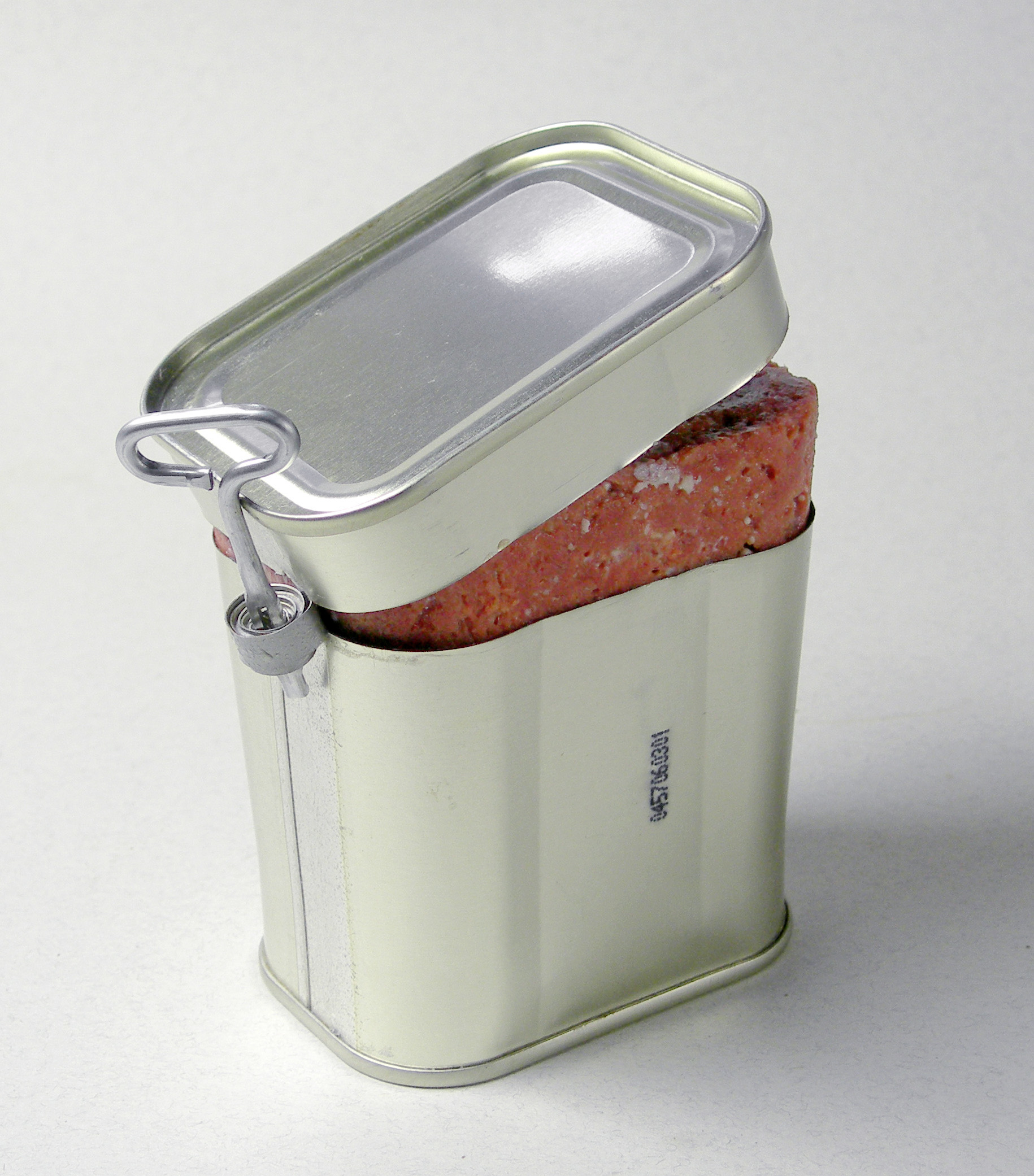
Ouverture au moyen d’une clé par rupture d’une zone de métal amincie sur le pourtour de la boite[N 12].
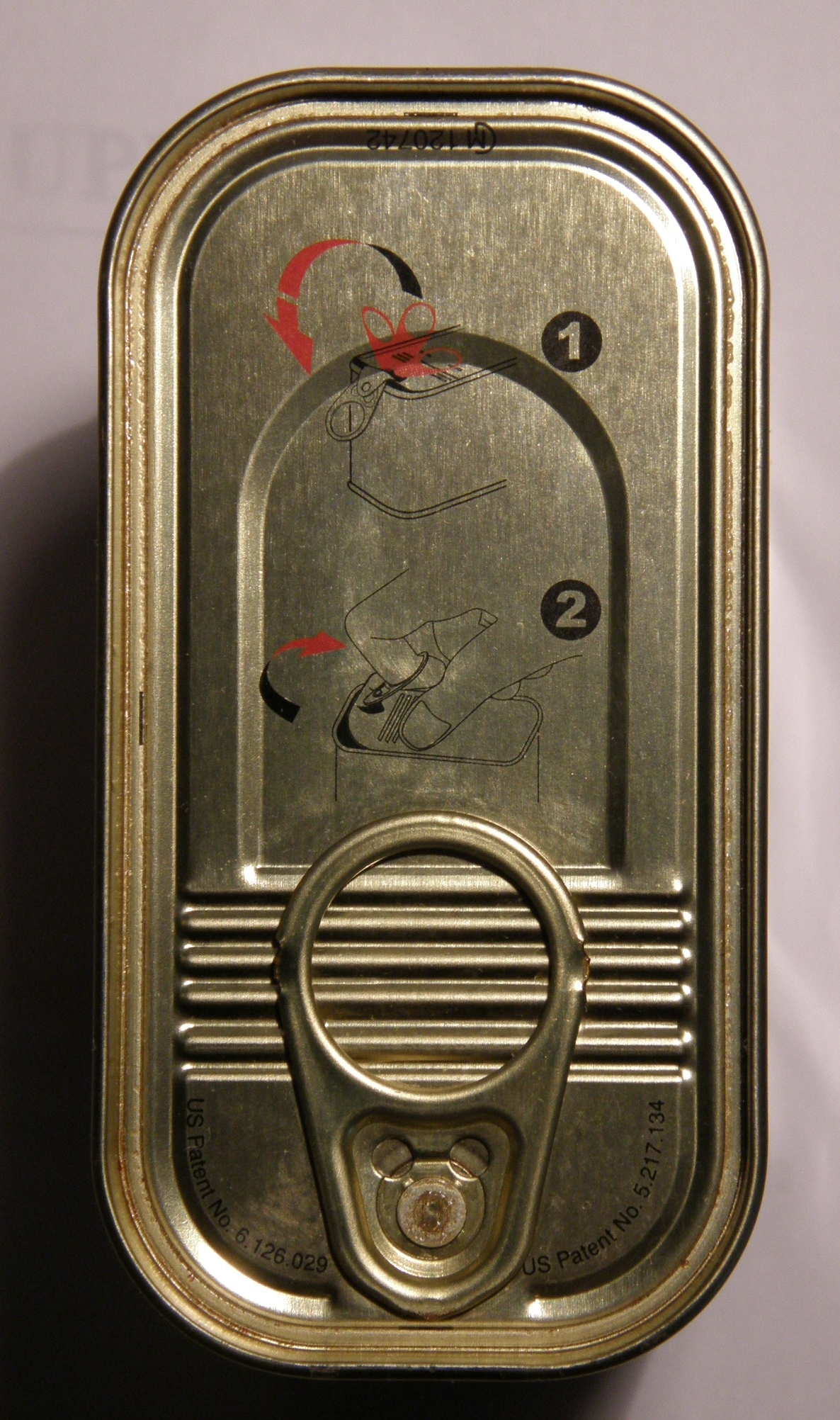
Ouverture facile par anneau[N 13].

### Évolution technologique: années 1950-2000

#### Quant au métal
À la fin des années 1950, l’étamage à chaud, réalisé par trempage des feuilles d’acier dans un bain d’étain en fusion, est progressivement abandonné en faveur de l’étamage électrolytique qui assure la maitrise de la quantité d’étain déposé et permet une réduction du cout. Dans les années 1960 débute l’utilisation de l’aluminium (moins couteux que le fer étamé) verni sur ses deux faces, qui offre, avec une égale résistance à la corrosion par son alliage au magnésium ou au manganèse, une plus grande malléabilité et permet, par emboutissage, la fabrication en une seule pièce du corps et du fond. La boîte en deux pièces est née.
Au début des années 1970, un nouveau matériau est employé : le fer chromé appelé ECCS (Electrolytic Chromium/chromium oxyde Coated Steel) ou TFS (Tin Free Steel) et, à partir de 1996, fabriqué industriellement par la société japonaise Nippon Steel. Ce nouveau matériau, moins cher que le fer-blanc et dont le métal de base lui est identique, est recouvert par électrolyse de chrome et d’oxyde de chrome au lieu d’étain ; verni sur ses deux faces, il est surtout utilisé pour la fabrication des fonds, des couvercles (standards ou avec ouverture facilitée) et des boites embouties en deux pièces, rondes ou rectangulaires comme les boites à sardines et à filets de maquereaux, ou ovales comme les boites à pilchards. Ce matériau ne peut servir de corps pour les boites en trois pièces car on ne peut le souder électriquement en l’état.
Au milieu des années 1970, l’épaisseur du métal est réduite ; cela permet une nouvelle réduction du cout de production et l’augmentation des performances en matière de résistance conduit à l’abandon de la technique du recuit sous cloche pour le recuit en continu et à la pratique d’un deuxième laminage à froid. À la fin des années 1970, la coulée de l’acier en fusion en lingots est remplacée progressivement (car cela implique de lourds investissements) par la coulée continue qui, outre le gain en termes de cout vis-à-vis de la coulée en lingots, donne au métal des performances supérieures.

#### Quant à la boite
La réduction de l’épaisseur du métal a conduit à généraliser et à optimiser le moulurage des corps de boites pour obtenir, voire améliorer, les performances mécaniques des boites (résistance axiale utile pour le gerbage (stockage par superposition) et résistance radiale nécessaire pour supporter les contraintes de pression et dépression lors du cycle d’appertisation).
Le principe du soudage électrique des corps de boites apparait vers la fin des années 1960 et remplace progressivement, à partir de 1975, l’agrafage et le soudage lequel était effectué jusqu’alors avec un alliage étain/plomb. Cette technique permet de réduire la surépaisseur du métal (néfaste lors du sertissage du fond ou du couvercle) provoquée par la soudure avec alliage. Elle permet aussi de supprimer tous les risques de contamination par des souillures plombifères plus ou moins présentes à l’intérieur des boites et d’éviter le saturnisme.
Dans les années 1980, le sertissage est optimisé : l’emploi d’un métal plus mince et plus dur a réduit la quantité de métal à sertir, ce qui a provoqué la diminution du diamètre de coupe initial des fonds ou des couvercles, et à diminuer aussi la largeur du bord à sertir des corps de boite ; le cout en est réduit d’autant.
La création des boites empilables, au milieu des années 1990, induit la fabrication de fonds plus petits (donc moins chers) que les couvercles et la formation d’un rétreint d’un côté sur le corps de boite.
Certaines denrées, comme le beurre ou le ghî, n’étant pas directement utilisées dans leur entièreté après l’ouverture de la boite, les fabricants munissent celle-ci d’un couvercle supplémentaire amovible, en plastique, qui protège le produit le temps de sa consommation.

### Processus de fabrication auXXIesiècle

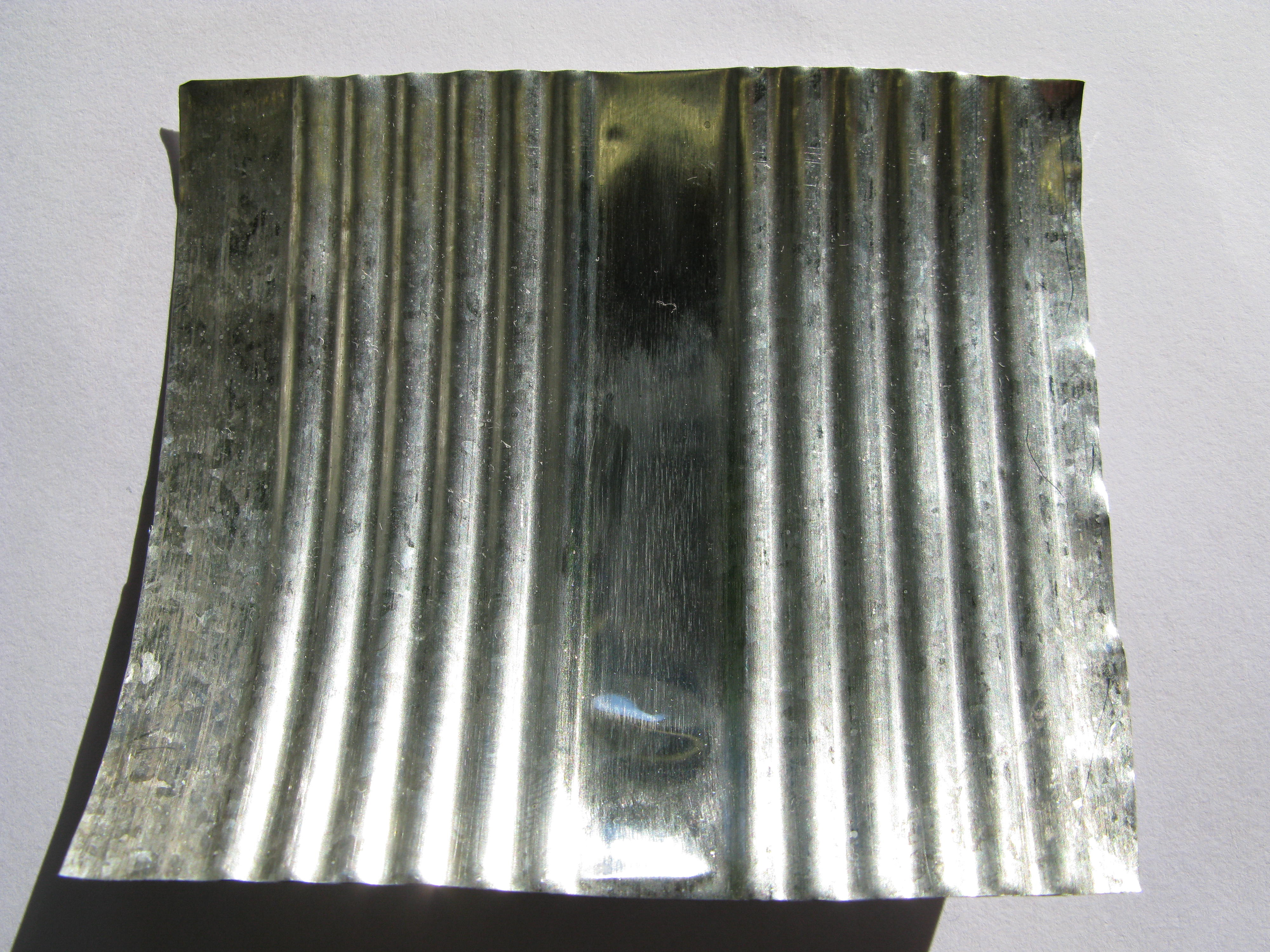
Tôle d’une boite de conserve.

L’acier utilisé comporte une faible teneur en carbone (de 0,03 à 0,13 %) ; il est fabriqué sous forme de bande qui est mise en bobine après avoir été laminée à chaud et décapée à la décalamineuse puis par un bain d’acide sulfurique ou chlorhydrique. L’épaisseur de la bande est ensuite réduite par un laminage à froid qui étire la bande, la rendant plus solide mais cassante. Après le dégraissage par brossage des deux faces de la bande et par bain dégraissant chauffé à 96 °C, le métal est recuit pour provoquer une nouvelle cristallisation de l’acier et lui rendre de la souplesse. L’écrouissage, un léger laminage à froid, lui donne un peu de raideur et l’état de surface nécessaire. La bande d’acier est alors revêtue d’étain ou de chrome avant d’être cisaillée aux dimensions désirées.
Le fer-blanc est étamé par un procédé électrolytique en continu et peut recevoir une quantité différente d’étain en fonction de l’extérieur ou de l’intérieur de la future boite. Il est principalement utilisé pour les corps de boites comportant une soudure électrique. Le fer chromé par électrolyse à partir d’un bain d’acide chromique pour l’usage alimentaire reçoit toujours une protection organique (vernis, polymère) ; il est particulièrement utilisé pour les boites embouties et les fonds standards ou les couvercles à ouverture facile.

#### Vernis
Le vernis, ou revêtement organique, est utilisé pour plus de 95 % des boites et constitue l’interface entre le métal et le produit conservé. Outre sa fonction de protection du contenant et du contenu qui pourrait être affecté par un contact direct avec le métal, il facilite la mise en forme du fer chromé et de l’aluminium et améliore l’esthétique à l’intérieur comme à l’extérieur de la boite. Il est constitué d’une base de polymères, dite résine, qui donne un film transparent, et de pigments qui opacifient le film et renforcent son inertie chimique.
En fonction des caractéristiques de la résine et de son utilisation, on choisit parmi plusieurs familles de polymères : les époxyphénoliques (obtenus par condensation de l’épichlorhydrine et du bisphénol A, puis par polymérisation) sont utilisés pour le corps et le fond des boites 3 pièces et pour les emboutis moyens en raison de l’équilibre qu’ils présentent entre souplesse et résistance ; les époxyaminoplastes conviennent aux canettes alimentaires 2 pièces en raison de leur inertie et peuvent être appliqués au pistolet ; les époxyanhydrides pigmentés à l’oxyde de titane, pour leur équilibre entre souplesse et résistance, constituent un revêtement blanc intérieur et servent aux boites 3 pièces pour leur compatibilité au pigment de TiO2 ; les polyesters souples sont utilisés pour les intérieurs emboutis et les couvercles à ouverture facile, et peuvent être associés en couches à d’autres vernis ; les organosols vinyliques, également souples mais qui permettent de former un film de plus de 10 µm, servent pour les emboutis profonds et les couvercles à ouverture facile.
Pour les feuilles et bandes de métal, les vernis sont appliqués « à plat », avant le formage des boites, par diverses machines ; pour les boites 2 pièces formées et le rechampissage des soudures, ils sont appliqués au pistolet ; pour certains rechampissages et les réparations, on utilise la technique du poudrage électrostatique ou de l’électrodéposition. Les vernis sont ensuite cuits (séchés) pour assurer l’évaporation des solvants et des produits volatils et, éventuellement, les réactions de polymérisation nécessaires.
L’efficacité du revêtement organique dépend de sa continuité, de sa perméabilité, de sa résistance à la stérilisation et aux acides. Adhérence, souplesse, porosité, résistance à la stérilisation et résistance chimique et inertie organoleptique sont contrôlés pendant et après la fabrication des boites ; certaines de celles-ci, dument remplies et stérilisées, sont conservées pendant plusieurs années et périodiquement examinées.

#### Boites en fer-blanc

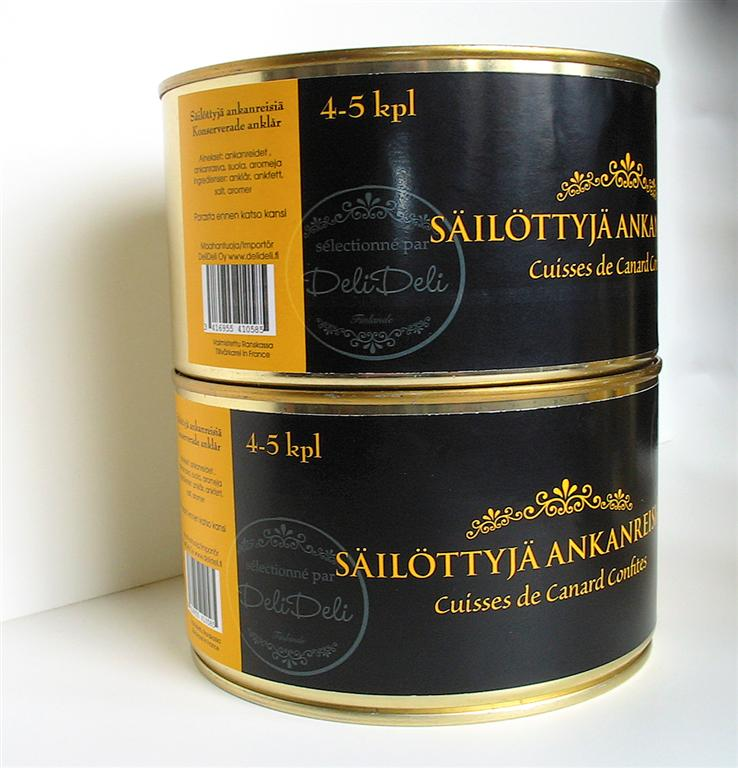
Le rétreint permet l’empilement sans risque d’effondrement rapide.

On découpe d’abord des feuilles à partir des bobines de fer-blanc, puis on les vernit intérieurement ou extérieurement si nécessaire ; de même, on les imprime éventuellement.
Ces feuilles (vernies ou non, imprimées ou non) sont découpées en flans, qui sont ensuite soudés électriquement pour former les corps de boites.
Les soudures sont rechampies (dépôt d’un vernis selon une bande d’environ 10 mm de large) à l’intérieur par un vernis alimentaire (éventuellement posé aussi à l’extérieur).
Pour les boites non-empilables, on effectue le bordage du corps de boite des deux côtés, ce qui est indispensable pour former le crochet de corps lors du sertissage ; pour les empilables, on forme simultanément un rétreint/bordage d’un côté du corps de la boite et un bord à l’autre extrémité.
Si nécessaire, le moulurage (qui renforce la rigidité) peut ensuite être effectué avant le sertissage du fond ou du couvercle. La palettisation termine le processus.

#### Formats

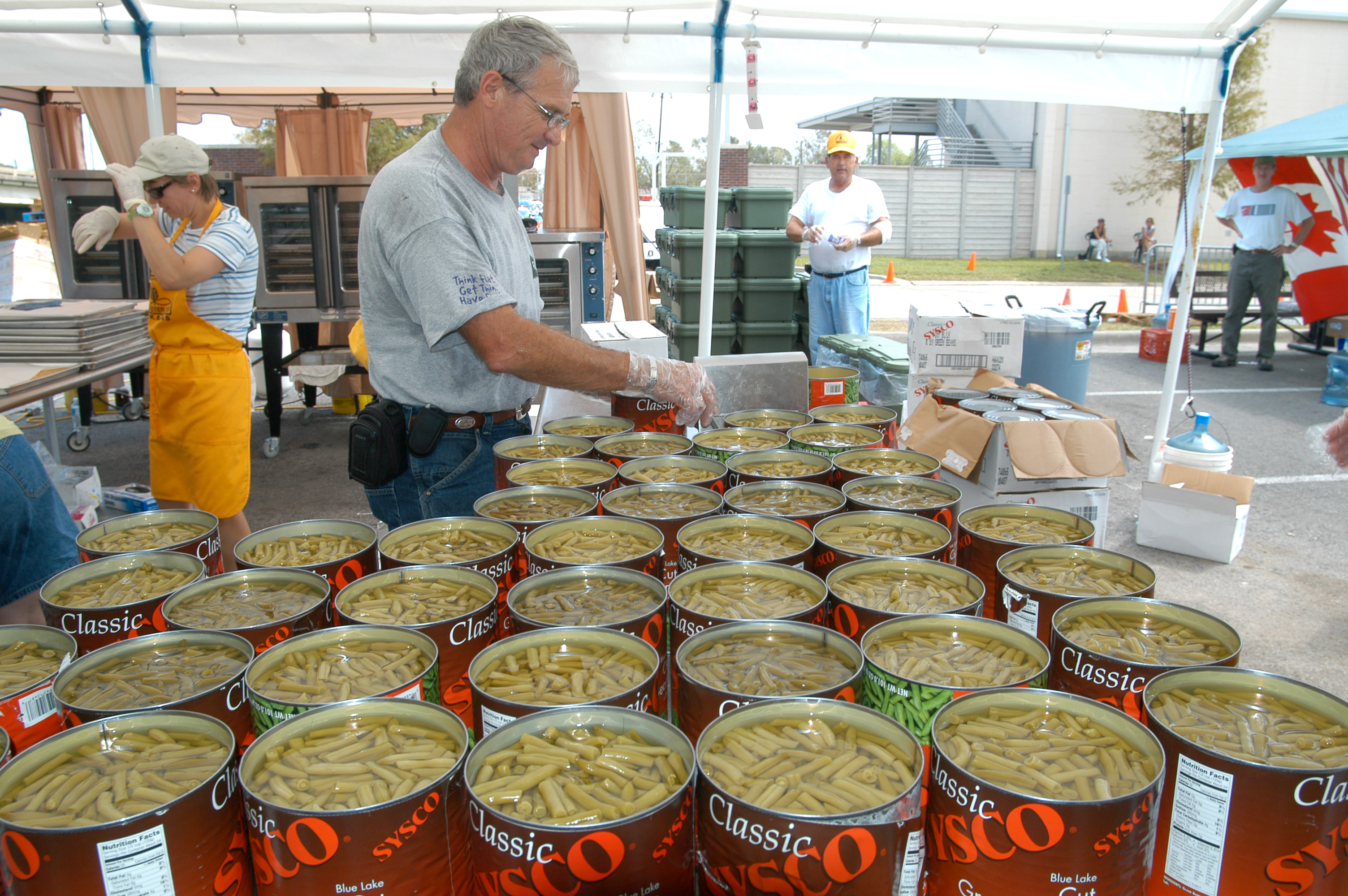
Grands formats pour collectivités.

L’industrie de l’emballage métallique propose une gamme de formats très étendue : boites rondes, embouties (en fer-blanc ou aluminium), rectangulaires (de type boite à sardines ou barquettes pour plats cuisinés), trapézoïdales (corned-beef), coniques, emboitables, aisément ouvrables, permettant une haute qualité d’impression du décor et tous les types de réchauffage — four, bain-marie, microondes.
En boites rondes, elle utilise les formats qui découlent du diamètre nominal du corps : 55, 65, 73, 83, 99, 105 et 153 ; dans chacun de ces diamètres, il existe plusieurs hauteurs de boites en fonction de leur contenance. À titre d’information, voici les plus importants formats utilisés en France avec leur principale destination, les fabricants des États-Unis utilisant d’autres standards :
| Dimensions en mm (⌀ × h) | Contenance en ml | Appellation | Destination                                                       |
| ------------------------ | ---------------- | ----------- | ----------------------------------------------------------------- |
| 55 × 37                  | 71               | 1/12        | Concentré de tomates                                              |
| 55 × 73                  | 142              | 1/6         | Concentré de tomates                                              |
| 65 × 70                  | 212              | 1/4 US      | Sauces, maïs doux, champignons, etc.                              |
| 65 × 100                 | 325              |             | Soupe                                                             |
| 73 × 54                  | 212              | 1/4         | Légumes, sauces, champignons, etc.                                |
| 73 × 109                 | 425              | 1/2 haute   | Légumes, plats cuisinés, champignons, aliments pour animaux, etc. |
| 83 × 85                  | 425              | 1/2 moyenne | Légumes, maïs, etc.                                               |
| 99 × 60                  | 425              | 1/2 basse   | Plats cuisinés, aliments pour animaux                             |
| 99 × 118                 | 850              | 4/4         | Légumes, plats cuisinés, champignons, aliments pour animaux, etc. |
| 105 × 205                | 1250             | 3/2         | Aliments pour animaux, etc.                                       |
| 153 × 180                | 2250             | ³⁄₁         | Légumes, plats cuisinés pour collectivités, etc.                  |
| 153 × 240                | 4250             | ⁵⁄₁         | Légumes, plats cuisinés pour collectivités, etc.                  |

Pour les boites destinées aux conserves de poissons, on utilise d’autres formats dont la base est le « 4/4 poisson » de capacité 750 ml. Il existe aussi les formats de boites de formes rectangulaires.

### Étiquetage et formes

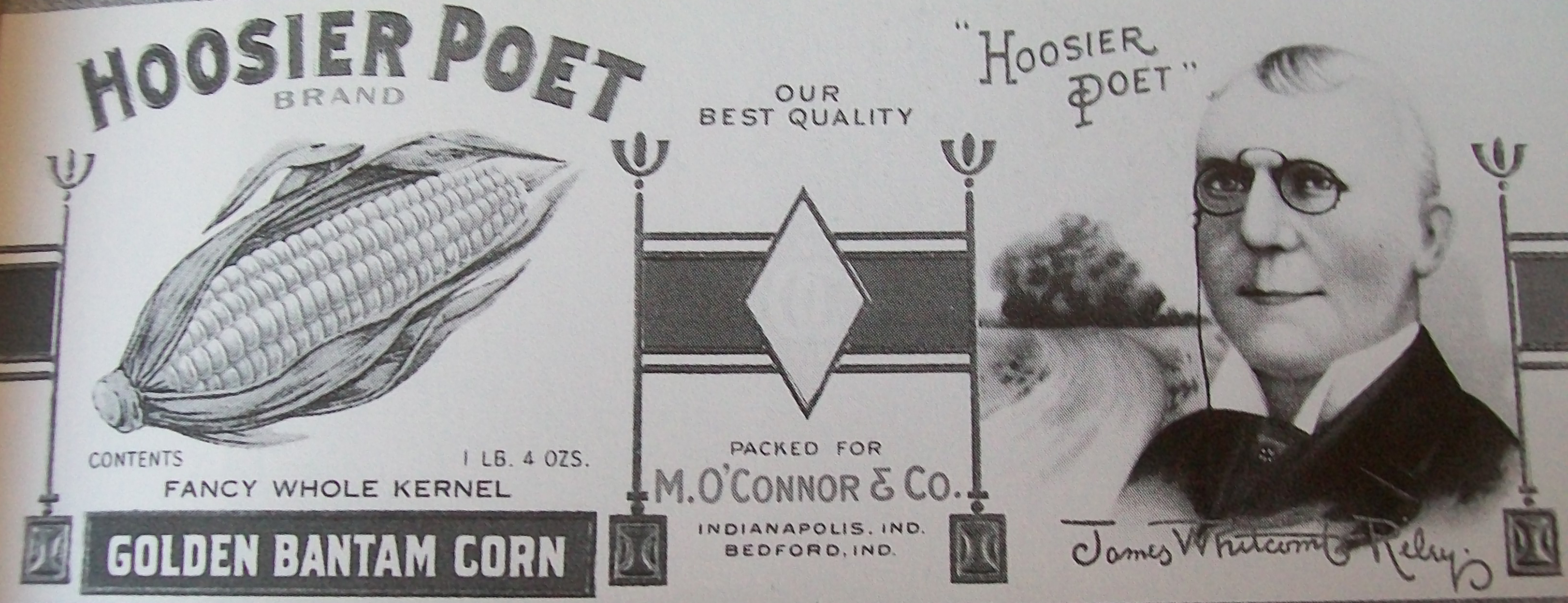
Étiquette pour conserve de maïs à l’image de James Whitcomb Riley, 1895.

Au début, la boite ne porte qu’une étiquette en papier collée sur le corps de la boite ou une plaquette de fer, cuivre ou laiton, estampillée et soudée au récipient pour permettre l’identification du produit.
L’impression du décor de la boite qui intègre les informations relatives à son contenu est ensuite réalisée sur papier selon les techniques d’impression traditionnelles, puis par vitrophanie avant qu’on ne passe à l’impression directe sur l’acier. Les premiers essais utilisent le stencil vers 1840 ; le motif imprimé en négatif sur une feuille de papier perméable est reporté par pression sur le métal. À partir de 1860 se développent deux techniques : l’impression indirecte où des feuilles de carton, imprimées par lithographie avec du vernis fort sont intercalées entre les feuilles de métal, le tout étant soumis à une presse à bras, et l’impression directe par chromolithographie avec utilisation d’un blanchet (cylindre en caoutchouc). Le remplacement de la pierre lithographique par une plaque de zinc intervient en 1895 et la photogravure remplace la chromolithographie après la Première Guerre mondiale.
Au XXIe siècle, le support peut être le papier, le plastique ou le métal même de la boite. Les procédés d’impression sont l’héliogravure, la flexographie, la sérigraphie et l’offset. Certaines boites pour sardines ou maquereaux par exemple, non décorées, ne portent que la date de péremption, les autres indications et le décor commercial étant imprimés sur l’emballage cartonné dans lequel elles sont vendues.
Les designers graphiques doivent tenir compte des espaces nécessaires pour les indications obligatoires, variables selon les législations commerciales. On y retrouve généralement la marque, la nature des ingrédients et les additifs, la composition en protéines, lipides, glucides, etc., le type de traitement (pasteurisation, surgélation, ionisation, etc.), le poids, la date limite d’utilisation optimale ou la date limite de consommation, un code-barres.
Au XXIe siècle, l’évolution des qualités du métal permet aux designers de faire preuve de créativité, de jouer sur la forme de la boite pour améliorer la vente des conserves. Dans l’uniformité générale des boites alignées sur les rayons, une forme nouvelle, un volume original peuvent influencer l’acheteur ; le directeur du marketing de SiebertHead (Royaume-Uni), Satkar Gidda, soulignait en 2005 : « La décision s’effectue sur le point de vente. La liste des commissions ne comporte pas de marques, aussi le packaging a un rôle critique dans le processus d’achat. »

## Remplissage: l’industrie agroalimentaire

### Conserveries

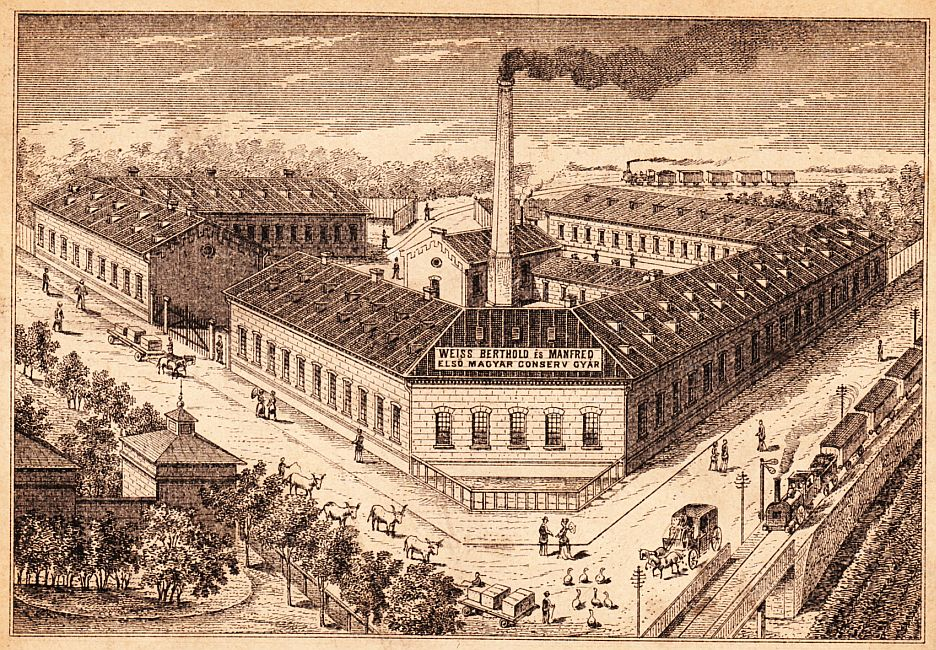
Première usine de conserve hongroise, 1885.

Outre les modifications que la boite de conserve a apportées dans l’alimentation des collectivités, dans les habitudes alimentaires d’une grande partie des populations et dans la préparation des repas domestiques, il faut prendre en compte son impact dans d’autres domaines.
Produit de la métallurgie, la boite de conserve est le lieu de rencontre direct ou indirect de l’agriculture, de l’élevage, de la pêche, de la mécanisation, de l’évolution du langage et d’industries diverses. Parmi ces dernières, on peut citer la moutarderie (le conditionnement des sardines en sauce moutarde, fort populaire aux États-Unis, a provoqué le développement de la production de moutarde par mouture à pierre dans le Nord-Est du Maine de 1870 à 1980).
En ce qui concerne les fruits et légumes, leur mise en boite est naturellement liée aux périodes traditionnelles de production. Des recherches permettent de créer des variétés précoces pour prolonger le travail des conserveries qui dépendent des saisons. Pour les petits pois, les producteurs ont d’abord créé des variétés à haut rendement mais elles présentaient le désavantage de donner un pois dur ; comme le critère de qualité préféré est celui de la tendreté que présentent habituellement les pois jeunes et de petit calibre, l’industrie de la conserve a obligé les agriculteurs à en tenir compte et a introduit l’évaluation par tendéromètre. On attribue à la mise en conserve et en surgélation le quintuplement de la production globale du pois potager entre 1950 et 1970 en France.

### Conserve et semi-conserve
La boite métallique est utilisée tant pour les conserves appertisées que pour les semi-conserves. Ces dernières sont des produits pasteurisés, parfois stérilisés ou saumurés, destinés à une conservation limitée et qui doivent être conservés au froid. Les semi-conserves comportent généralement une date de fabrication et une date limite de consommation.

### Remplissage et processus de contrôle
Le remplissage de la boite s’est fait manuellement durant des décennies puis a été automatisé. Les processus sont différents en fonction du produit à conserver et l’industrie tente en permanence de les améliorer. Voici, en exemple, une proposition de technique permettant de réduire les couts de production des produits présentés entiers dans les boites (comme les longes de poisson) et dont la présentation ne peut être altérée : ces produits sont mis en forme cylindrique dans un boyau, puis ces boyaux sont déposés dans la boite. Le cout de la main-d’œuvre peut être réduit par la section mécanique au ras du corps de la boite des boyaux insérés automatiquement dans les récipients maintenus verticaux. Le dispositif fonctionne en continu et permet de remplir quelque 200 boites par minute.
L’opacité du matériau métallique rendant difficile l’appréciation visuelle du niveau par d’autres moyens, les procédés de contrôle du remplissage des boites destinées aux boissons lactées notamment, font intervenir des sources radioactives. Les récipients sont placés entre une source de rayons gamma et un détecteur. L’intensité du rayonnement faiblit lorsque le contenu de la boite vient s’interposer entre la source radioactive et le détecteur. L’arrêt du remplissage est alors déclenché. Les industries utilisant ces procédés sont soumises au respect des règles de radioprotection.

### Impact économique et social
En ce qui concerne la mise en conserve de poisson, le cas de la boite de sardines bretonne permet d’expliciter les modifications qui interviennent sur le plan économique et social par l’utilisation de la boite de conserve.
Tout atteste, en Bretagne, d’une mise en conserve de la sardine depuis près de vingt siècles quand la boite de conserve y fait son apparition :
Les découvertes archéologiques montrent que les cuves pour salaison de l’époque gallo-romaine tout autour de la baie de Douarnenez ont existé dans des proportions supérieures aux nécessités locales, la sardine salée étant ensuite broyée pour devenir après macération une sorte de garum.
Les archives de Quimper du tout début du XVe siècle indiquent des exportations de ce poisson et les comptes de notaires bordelais comme ceux du port de Nantes prouvent que l’exportation en futs s’est faite à échelle industrielle dès 1500, la sardine dite blanche étant conservée dans la saumure tandis que la « rouge » était fumée. Un mémoire de Louis Béchameil de Nointel, à la fin du XVIIe siècle, parle de sardines « pressées ». Un nouveau procédé de conservation est en effet apparu au début de ce siècle : la sardine préalablement salée est comprimée dans un baril par une barre de presse pour exprimer l’huile du poisson ; après 10 à 12 jours de compression, les quatre à cinq mille sardines contenues dans le baril se conservent sept ou huit mois. Cette méthode donnait du travail, peu avant la Révolution française à 15 190 personnes dont 4 500 femmes.
L’enjeu est modifié peu après 1820 quand le Nantais Pierre-Joseph Colin (1785-1848) choisit d’utiliser la méthode d’Appert. Jusqu’alors ce confiseur utilisait « du beurre fondu aux aromates versé sur des sardines bien pressées dans un pot de grès » pour préparer ses conserves « à l’ancienne » alors que d’autres confiseurs, comme le Nantais P. Sellier, utilisaient des boites en fer-blanc soudées. En 1824, Colin ouvre une véritable usine,
et vend aux navires au long cours des sardines frites appertisées qui se conservent plusieurs années, d’abord dans des bocaux puis, très vite, dans des boites métalliques.

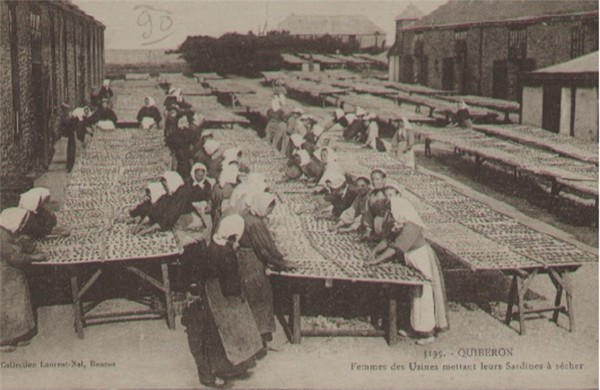
Séchage des sardines.

 À la suite du succès de Colin, l’industrie de la conserve se développe à Nantes pendant le XIXe siècle (Cassegrain, Amieux, Saupiquet, etc.) et nombre d’usines sont créées par les industriels nantais sur les côtes bretonne et vendéenne. À la fin du siècle, l’association d’un ferblantier, Jules Joseph Carnaud, et d’une usine sidérurgique locale, les Forges de Basse-Indre, aboutit à la création en 1902 de l’entreprise qui va devenir leadeur en France dans le domaine de la boite de conserve : JJ Carnaud et Forges de Basse-Indre (en abrégé Carnaud-Basse-Indre).
Si la « presse » conserve pendant plusieurs décennies la faveur des petits producteurs (car elle ne demande ni connaissances ni matériel particulier et se réalise à la maison), elle va devoir céder le pas à la boite de conserve. Les sardines, salées, triées par taille, étêtées, vidées sans abimer l’arête principale, sont lavées avant d’être saumurées puis exposées au soleil pour séchage, cuites, relavées (à l’eau de mer), plongées dans de l’huile chauffée à 120 ou 130 °C, emboitées « en blanc » (le ventre en l’air) ou « en bleu » (le dos au-dessus), couvertes d’huile ; les boites sont ensuite soudées et appertisées. La pêche de la sardine étant saisonnière, les usines fonctionnent aussi grâce au maquereau, au thon et, dès les années 1850, par la mise en boite de légumes en certains endroits, de salaisons ailleurs. À partir de 1861, les sardines françaises, grâce à la signature du Traité franco-anglais de 1860 (un traité de libre-échange), s’exportent vers les colonies anglaises, l’Amérique et l’Australie. Elles profitent de la guerre de Crimée puis de la guerre de Sécession car les armées ont besoin d’aliments en conserves. La France devient le premier exportateur mondial de sardines en boite ; en 1880, elle produit cinquante millions de boites de sardines par an. En 1888 pourtant, les ouvriers soudeurs se mettent en grève car leur salaire est menacé d’une réduction de 25 % ; le succès qu’ils remportent ne sera pas renouvelé. Vers 1890, les marins dépendent totalement des usines de conserve qui leur imposent des prix de vente dérisoires. La concurrence entre usiniers provoque une modification des conditions de pêche, tant au niveau de l’architecture même des bateaux qu’à celui des conditions de vente ; les premiers trains de marée sont créés, qui fixent une heure de retour obligatoire sans tenir compte des conditions maritimes ou atmosphériques. En 1896, on compte 21 grèves qui échouent ; les machines remplacent les hommes et ce sont des femmes qui y travaillent pour un salaire de loin inférieur. L’introduction des sertisseuses permet de fermer 300 à 400 boites par heure alors qu’un soudeur pouvait en clore 70 dans le même laps de temps. L’arrivée de nouvelles machines qui réduisent encore le nombre d’emplois des ouvriers soudeurs, en 1906-1907, provoque une importante crise sociale et des émeutes, d’autant que la Bretagne a connu plusieurs saisons de pêche peu rentables et la concurrence des conserves étrangères. La Première Guerre mondiale redonne un temps souffle à la conserverie mais les conditions de travail restent des plus médiocres et provoquent la grève des sardinières.

### Travail des femmes

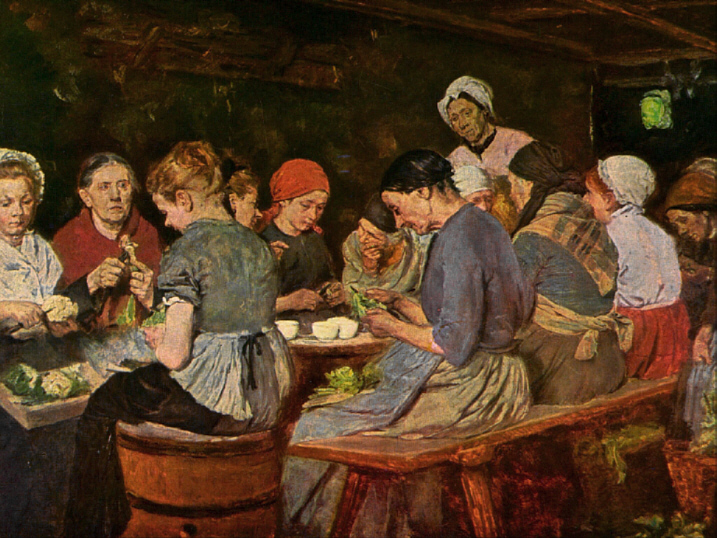
Préparation des denrées, 1879, tableau de Max Liebermann.

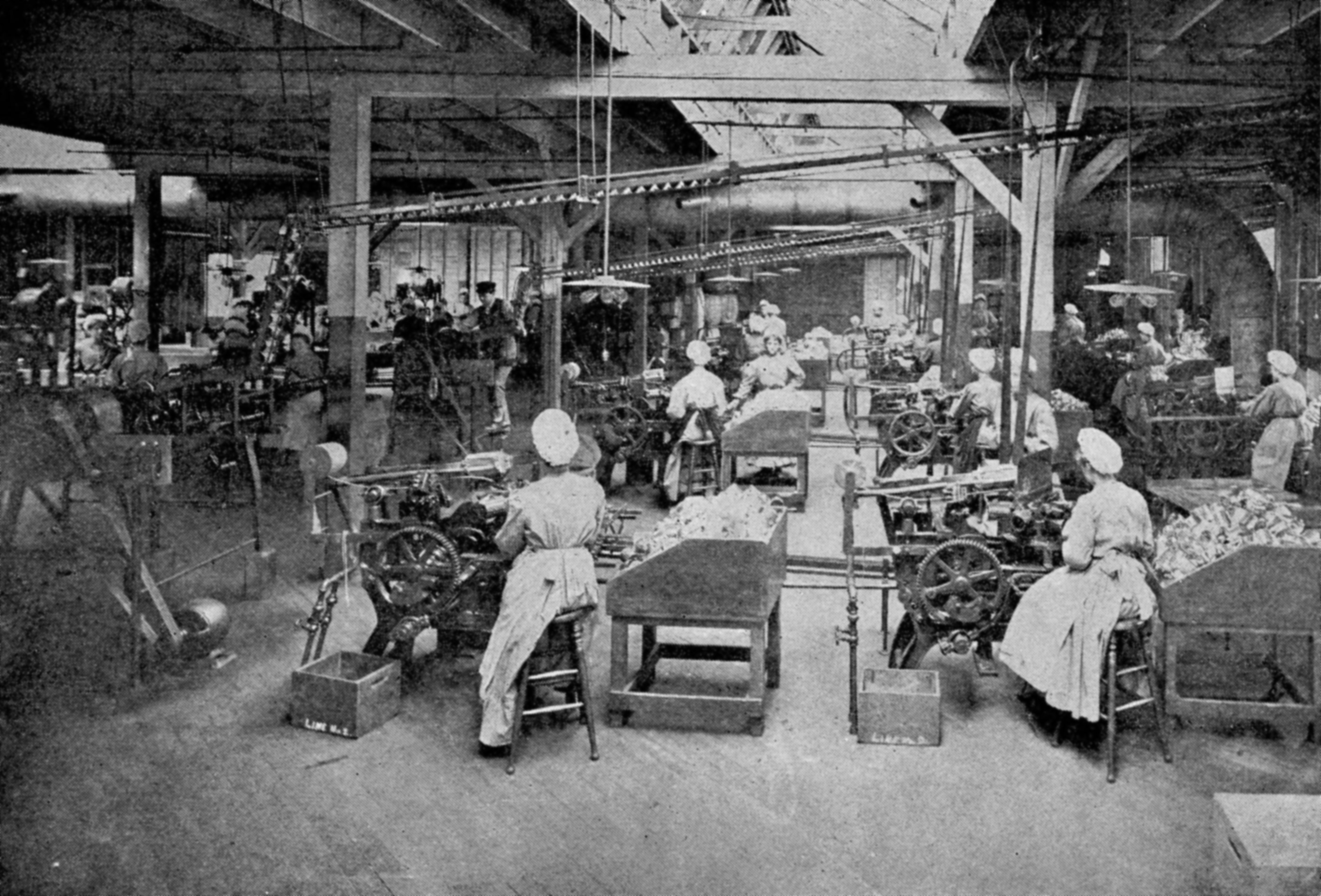
Fabrication des boites dans les années 1900.

Comme dans les biscuiteries, les chocolateries et les confiseries, la main-d’œuvre est essentiellement féminine au XIXe siècle dans les petites ou grandes entreprises, que ce soit au niveau de la fabrication de la boite pour le sertissage, ou au niveau de la conserverie où les denrées sont préparées et mises en boite. Pour reprendre l’exemple de la sardine bretonne : en 1905, à Douarnenez, « il y avait à peu près trente femmes pour un homme. Les hommes travaillaient dans les mêmes usines, mais séparés. Il y avait les soudeurs, puis ceux qui sertissaient les boites. Au fur et à mesure qu’on ne soudait plus, il y avait besoin de moins d’hommes. » ; la grève des ouvrières éclate et les patrons usiniers proposent d’accepter les revendications des sardinières à condition d’acheter moins cher le poisson ; comme ces femmes sont en majorité épouses de pêcheurs, cela revient au même sur le plan des revenus mais équivaut à mettre en balance, dans le domaine privé, le travail de la femme et de l’homme. En 1910, la pêche bretonne occupe 20 000 marins et donne du travail à 30 000 ouvrières. Mais pour celles qui sont épouse ou mère de marins, le ramendage (réparation) et la tannée (trempage avec du sulfate de fer) des filets, et encore le ravaudage des cirés de toile blanche qui écorche les mains s’ajoutent à la tenue du foyer et au travail de l’usine où le salaire dépend du nombre de sardines traitées et non du temps travaillé. La revendication d’un salaire horaire par les sardinières de Douarnenez lors de la grève des « Penn sardines », du 21 novembre 1924 au 6 janvier 1925, menée par 1 606 femmes pour 495 hommes, va avoir un retentissement national. Manifestations et incidents graves se succèdent et atteignent le point culminant lors de l’utilisation d’armes à feu par les briseurs de grève engagés par les patrons ; six personnes, dont le maire communiste Daniel Le Flanchec, sont atteintes. Les grévistes obtiennent finalement quasi-satisfaction (1 franc de l’heure à la place du 1,25 franc demandé, le paiement d’heures supplémentaires et le droit syndical) et lors des élections municipales de la même année, Joséphine Pencalet (1886-1972) est élue conseillère municipale ; elle ne peut cependant siéger car, les femmes ne disposant pas alors du droit de vote, le scrutin va être invalidé. Penn sardines, un téléfilm de Marc Rivière tourné en 2004, rappelle cette grève.
Au XXIe siècle, dans les pays en développement, par exemple au Ghana, ce sont encore des femmes qui sont majoritairement employées dans la conserverie de thon.

## Utilisation: le consommateur
« Une boîte de conserve, par exemple, caractérise mieux nos sociétés que le bijou le plus somptueux ou que le timbre le plus rare. Il ne faut donc pas craindre de recueillir les choses même les plus humbles et les plus méprisées […] En fouillant un tas d’ordures, on peut reconstituer toute la vie d’une société »

— Marcel Mauss.

### Banalisation

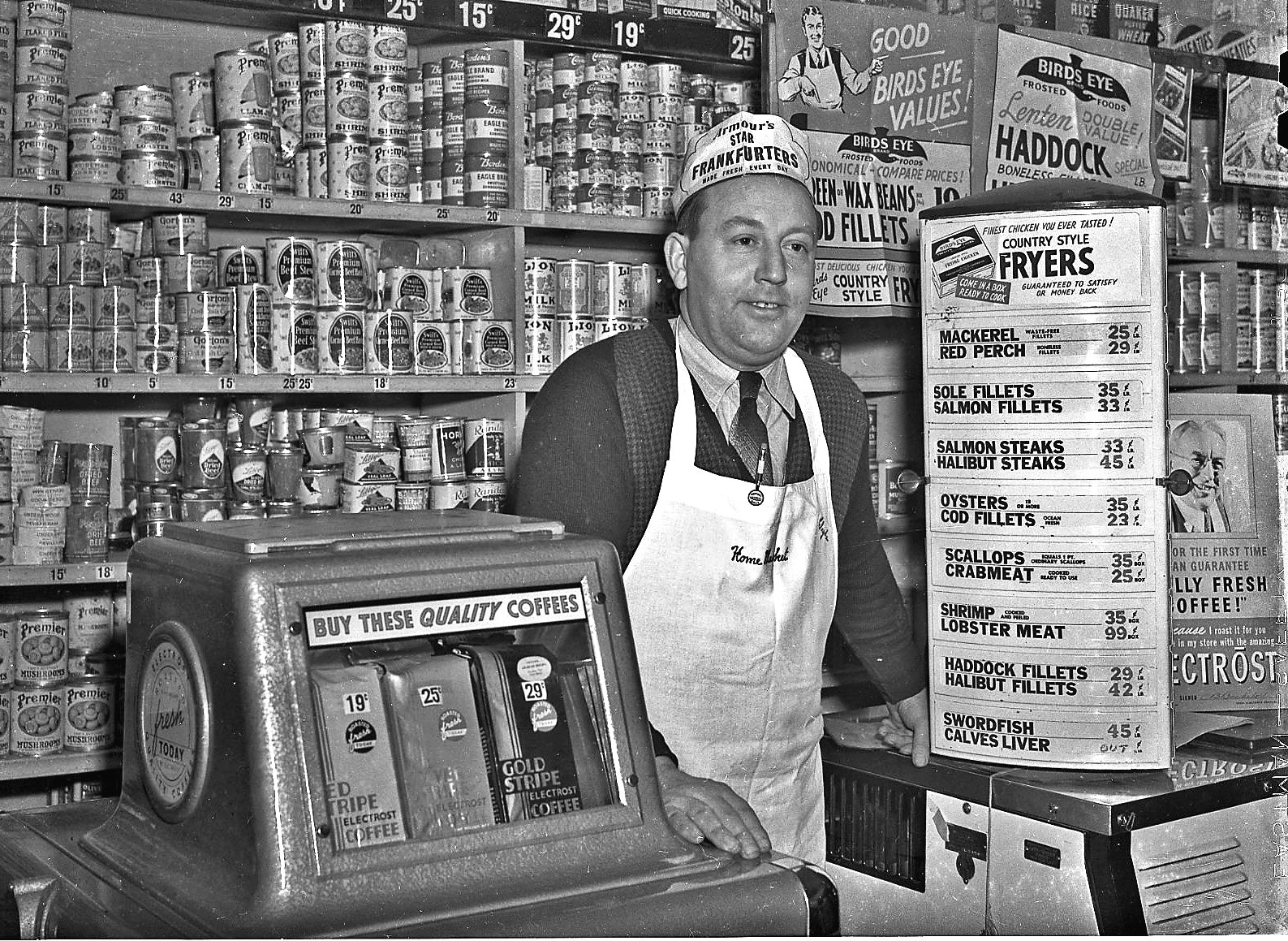
Magasin américain en 1941.

Avec le débarquement de la Seconde Guerre mondiale, les G.I. popularisent fortement la boite de conserve qui va devenir en Europe un objet des plus banals, comme elle l’est déjà en Amérique, et l’un des symboles de la société de consommation. Elle contribue en deux générations, avec la machine à laver, le réfrigérateur et la gazinière, à modifier l’environnement technique domestique et donc la représentation mentale de la conception même du travail, du temps, de l’argent, etc.
Elle est la marque d’une production uniformisée, standardisée à laquelle s’opposent les produits du terroir qui incarnent les valeurs du passé.
Il en va de même pour la boite métallique utilisée pour les boissons, fabriquée quasiment de la même manière dans les années 1960, mais dont le contenu n’est pas appertisé : si l’eau et les sodas sont vendus en canettes de métal, les bières trappistes et les grands crus de vin, par exemple, ne sont pas conditionnés de cette façon.
En temps de crise (comme celle de 2008), les consommateurs se détournent des produits frais au profit de ceux en conserve, économiquement plus abordables malgré une hausse de l’ordre de 20 % à 25 % du prix des boites essentiellement due aux aciéristes qui avaient appliqué, en 2009, une hausse de 45 % à 50 % du métal pour emballage[source insuffisante].

#### Pour les animaux

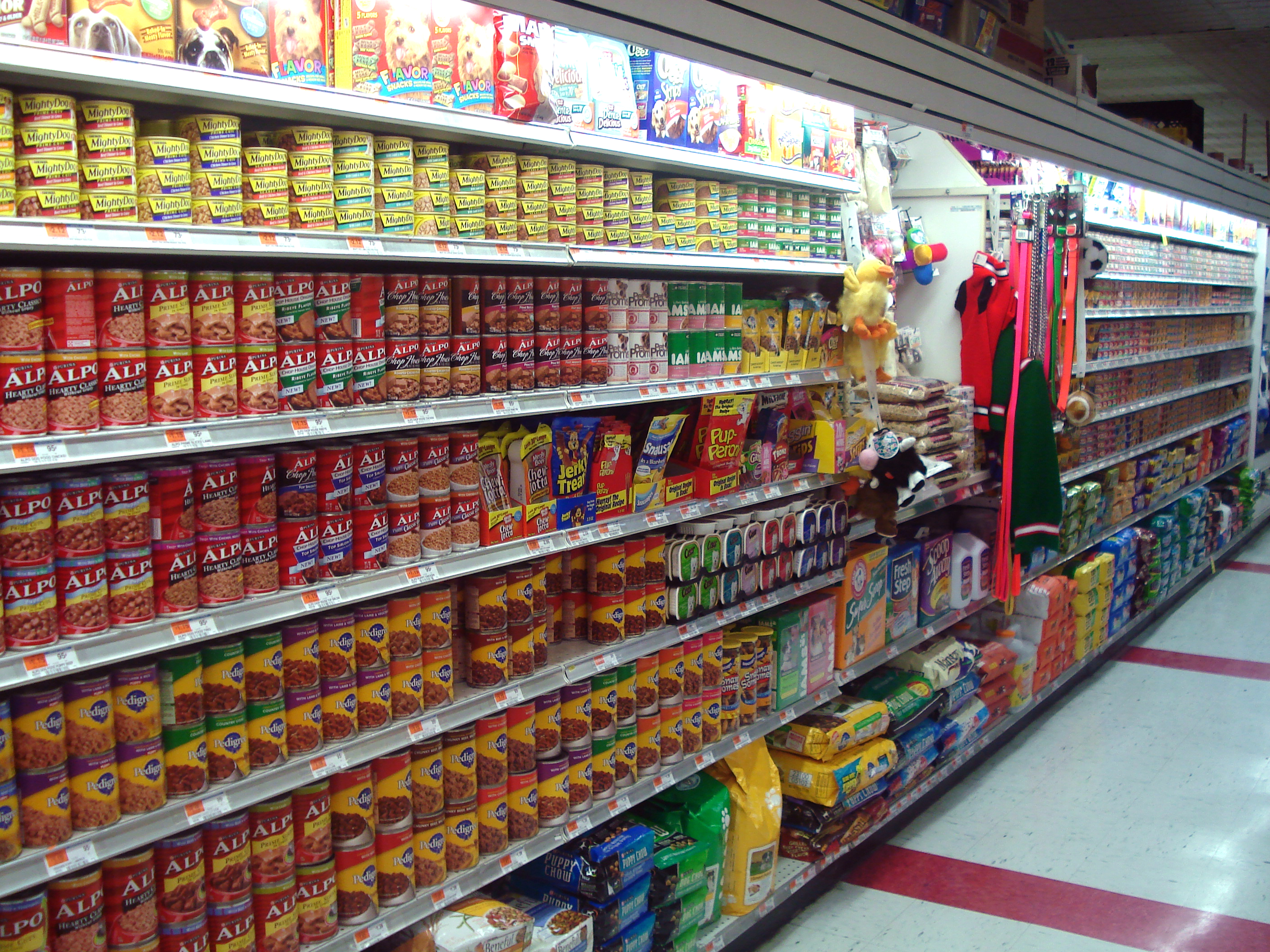
Rayon du pet food dans un supermarché, à New York.

Il semble que l’utilisation de la boite de conserve pour la nourriture animale ait commencé aux États-Unis, après la Première Guerre mondiale avec la mise en conserve de viande de cheval par P. M. Chapel, sous la marque Ken-L-Ration ; l’étiquette insistait sur le fait que cette nourriture proposée au chien était aussi pure que celle servie à la table des maitres et mettait en scène des chiens anthropomorphisés jouant au poker afin de convaincre les propriétaires d’animaux de ce que les restes de table ne constituaient pas une nourriture satisfaisante pour leurs animaux.
Les firmes Gaines Food et Chappel Brothers Ltd produisent des boites pour chiens et chats dans les années 1930 en Angleterre mais ce secteur d’activité connait une crise importante durant la Seconde Guerre mondiale en raison du rationnement du métal et du fait que ce type de produit n’est pas considéré comme essentiel. Durant cette même guerre, le Dr Mark Morris qui avait déjà commercialisé des aliments pour chiens en bocaux au New Jersey, utilise la boite de conserve pour pallier la fragilité du verre et son manque de disponibilité.
Le marché des aliments en conserve (dits aussi produits humides, par opposition aux produits secs que constituent les croquettes) pour animaux de compagnie dépend dès le milieu du XXe siècle de groupes comme Mars Incorporated, Nestlé, Colgate-Palmolive, etc. et va se développer ; ses produits appertisés (en boites métalliques, en barquettes et en sachets souples), soumis au contrôle des agences de sécurité alimentaires, se vendent en épicerie, au supermarché et dans les animaleries. La boite de conserve a totalement intégré la sphère domestique.

#### Dans le langage
Par métonymie, on se met à utiliser au XXe siècle l’expression « boite de conserve » pour parler du contenu des boites et non de la boite métallique elle-même (exemple trouvé sur un forum : « Quelle est la valeur nutritive (nutriments, minéraux, vitamines) d’une boite de conserve après plusieurs années de conservation au-delà de la date limite de péremption ? »).
Produit de masse qui enferme hermétiquement quelque chose, destiné à être jeté après usage, la boite métallique présente parfois une connotation négative qui peut s’exprimer durement. Ainsi le comité d’étude des résultats de la consultation nationale auprès des jeunes demandée par Édouard Balladur en 1994, qui établit une typologie de six catégories de jeunes, leur donne des noms imagés, notamment : « « l’œuf » : le jeune à la recherche d’un cocon protecteur et manquant de stabilité, « l’oursin » : replié sur lui-même et vivant sur la défense, « la balle » : le jeune capable de rebondir, optimiste et issu des milieux favorisés, « la boite de conserve écrasée » signifiant les exclus  ! »

### Produit apprécié

#### Nutrition

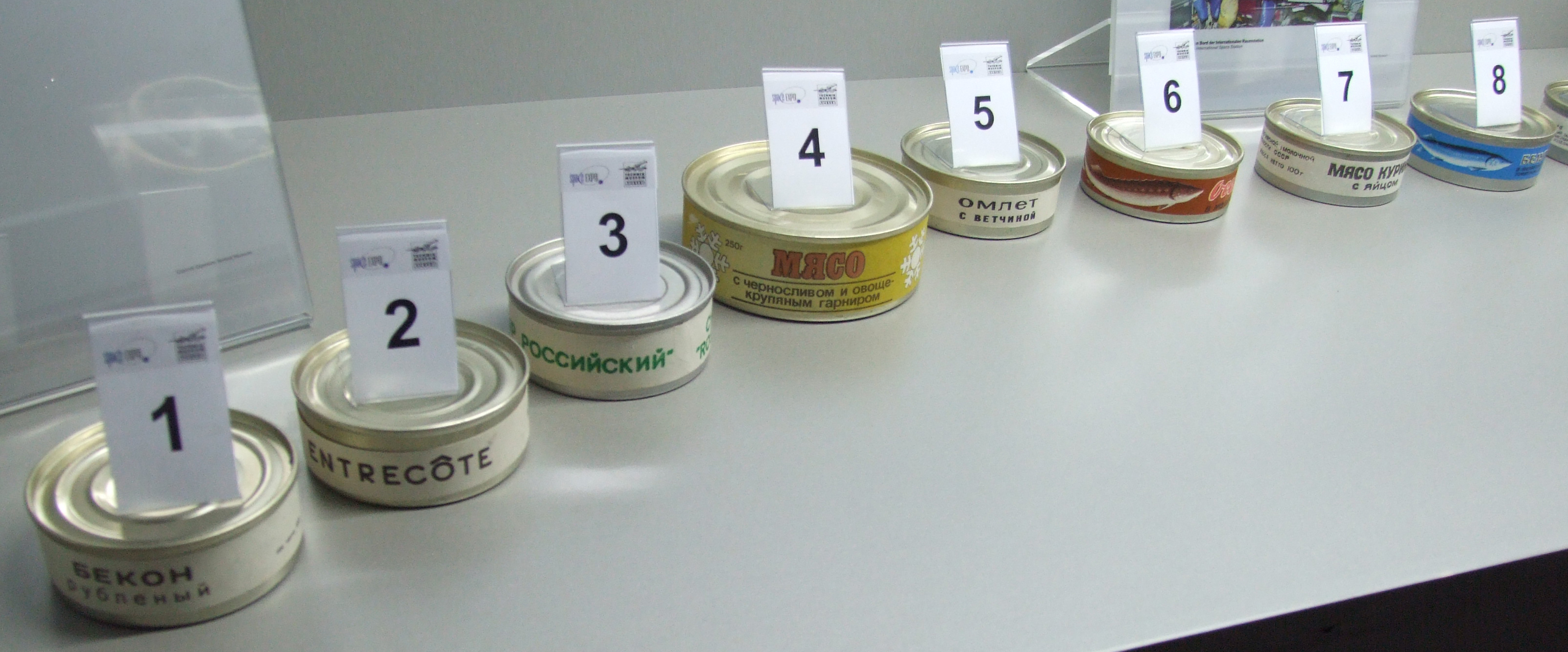
Nourriture pour astronautes : 1. Bacon, 2. Bœuf, 3. Fromage, 4. Mets de viande accompagnée de prunes et légumes, 5. Œufs brouillés au jambon, 6. Aspic d’esturgeon en sauce tomate, 7. Poulet aux œufs, 8. Caviar dans un aspic de sauce tomate. Technik Museum Speyer à Spire.

Olivier Picot, ancien président de l’Uppia (Union interprofessionnelle pour la promotion des industries de la conserve appertisée) et de la FIAC (Fédération française des industries d’aliments conservés), auteur de L’avenir est dans la boîte, fait remarquer que « le vocabulaire lui-même piège la conserve au petit jeu des paradoxes : qui dit conserve pense conservateur. Par définition, il n’est besoin d’aucun produit conservateur dans la conserve. » L’appertisation permet en effet de rester au plus proche du produit frais, ne modifiant pas sa composition en protéines, glucides et lipides. La qualité du produit mis en boite ne dépend que de celle des denrées de base et du soin mis à la fabrication tant du contenant que du contenu.
En ce qui concerne les vitamines, celles (A et B) qui sont hydrosolubles se retrouvent partiellement dans l’eau de cuisson — raison pour laquelle il est conseillé d’intégrer l’« eau » de la boite à la préparation culinaire. On considère que le produit appertisé conserve en moyenne 70 % des vitamines alors qu’il en garde de 83 à 53 % selon le mode de préparation ménagère. L’appertisation préserve aussi correctement les oméga-3 et mieux, dans la durée, que la congélation.
La rapidité de traitement, pour la mise en boite, des fruits et légumes, viandes et poissons, permet à l’aliment de garder plus de qualités nutritionnelles que pour des produits vendus frais mais qui ont dû subir le délai d’entreposage et de transport nécessaires pour passer du lieu de production au lieu de vente. Exemple : une seule journée d’entreposage fait perdre 20 % de vitamine C aux haricots verts, 30 % aux épinards et 40 % aux asperges.
Le contenu de boites appertisées, soumis au Nevada en 1955 à des tests de la défense civile contre la bombe atomique, s’est révélé apte à la consommation.
La mise en conserve a permis de varier des menus souvent composés de féculents et de céréales. Mais celle en boite métallique présente l’avantage sur celle en bocal de la robustesse, de la facilité de manipulation et d’ouverture ; elle convient donc davantage à ceux qui voyagent ou se trouvent dans des situations de survie, mettant aussi à leur disposition beurre et fromage. Elle est particulièrement appréciée par les associations humanitaires et les banques alimentaires qui apportent leur soutien aux démunis.

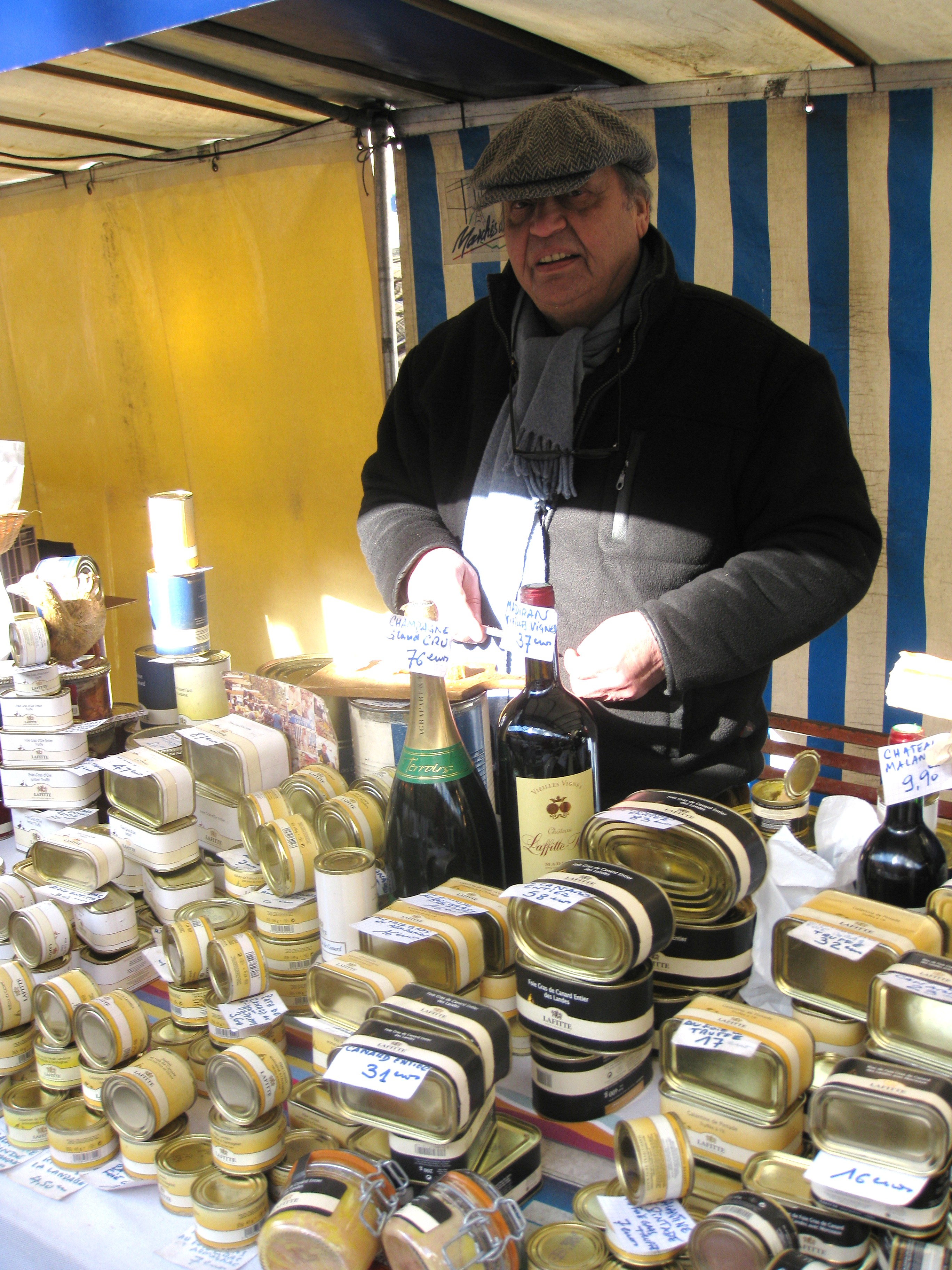
Étal de conserves fines sur un marché parisien.

#### Gastronomie
La boite de conserve offre aussi au consommateur la possibilité d’acheter des produits finis, à simplement réchauffer ou à consommer directement au sortir de l’emballage, dans une gamme qui va des mets les plus simples aux plus raffinés, ceux-ci bénéficiant du développement du tourisme pour les classes aisées. Le Guide Tinnenbrock des Environs de Paris indique d’ailleurs, en 1885, les adresses où se procurer des « boîtes de conserve à chauffoir indispensables à toute partie de campagne ». Ces boites sont munies, dans leur partie inférieure d’un réservoir d’esprit-de-vin dans lequel trempe une mèche qui, une fois allumée, permet de réchauffer l’aliment.
La boite a offert et offre toujours aux producteurs la possibilité d’étendre la vente de mets traditionnels au-delà de l’aire habituelle de diffusion, faisant ainsi connaitre certains produits dans le monde entier et perpétuant un savoir-faire local qui aurait pu disparaitre par abandon de la cuisine ou des conserves familiales traditionnelles.
Si le cassoulet, le confit de volaille, le vol-au-vent, les carbonades, le couscous, le taboulé ou la choucroute entrent dans la gamme alimentaire courante de certains pays, d’autres mets, jadis considérés comme produits de luxe accessibles aux seuls riches gourmands dans les mêmes régions, comme la bisque, la truffe ou le foie gras, deviennent accessibles — quoique souvent réservés aux repas gastronomiques ou de fête —, dans la seconde partie du XXe siècle, à une large frange de la population, et diverses firmes ont pu garder et développer leur notoriété, née dans la seconde moitié du XIXe siècle, grâce à la conserve métallique.

### Risques
Au sortir de la stérilisation, les boites qui ont été soumises à une forte chaleur, présentent une déformation des fonds et des couvercles vers l’extérieur ; lors de la phase de refroidissement qui suit, ils reprennent leur aspect primitif. S’ils ne le font pas ou s’ils se déforment à nouveau après un temps plus ou moins long, la boite est dite « bombée ». Une boite peut être bombée (gonflée) à la suite :
1. du dégagement de gaz provoqué par la multiplication des microorganismes encore actifs dans la denrée soit en raison d’une stérilisation insuffisante, soit par recontamination du produit correctement stérilisé à cause d’une fuite dans la boite ;
2. du dégagement de gaz par suite de réactions chimiques dans le récipient ;
3. du dégagement de gaz contenus dans la denrée ;
4. d'une surpression par dilatation des fibres du produit ;
5. d'une surpression par congélation de la denrée.

Il peut arriver qu’une boite bombée, subissant une pression intérieure de 2 à 3 bars, explose.

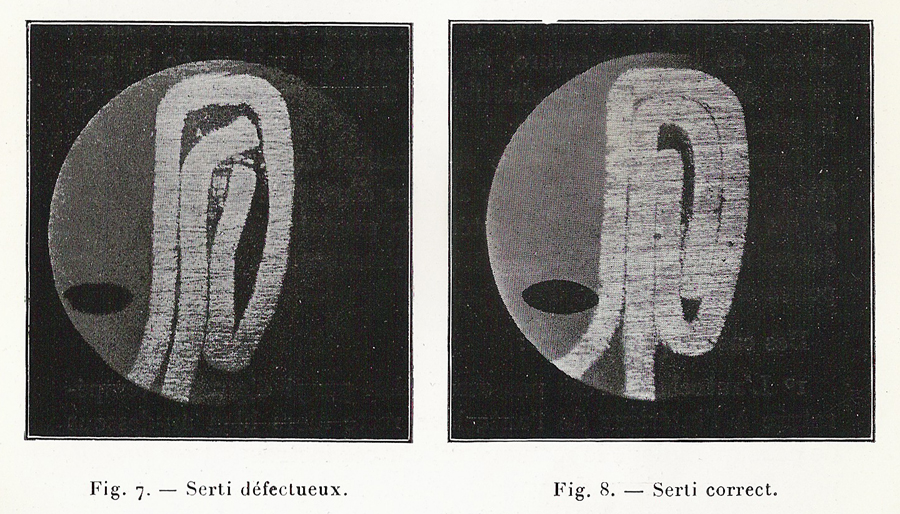
Coupes d’un serti de boite. Incorrect à gauche, correct à droite.

Le premier cas est celui du bombage biologique qui résulte généralement de fuites minimes qui donnent accès aux microorganismes pendant la période de refroidissement, quand se produit la dépression intérieure. Ces fuites ne sont ensuite pas repérables à l’œil nu car au retour de la pression normale, elles sont bouchées par des particules du contenu et retrouvent une étanchéité qui dissimule le fait que la denrée ait été contaminée. Il peut arriver aussi que la soudure du corps de boite ou le sertissage n’ont pas été correctement effectués, ce qui est indétectable sans procéder à une analyse minutieuse de toute la boite.
Le second cas peut résulter de l’action chimique du produit sur le métal lorsque celui-ci, par exemple, attaqué par les acides des fruits, provoque un dégagement d’hydrogène.
Le troisième cas ne provoque habituellement qu’un léger flochage (le fond ou le couvercle gonfle sous un choc mais reprend sa position et la garde lorsqu’on comprime manuellement la boite) ; la stérilisation a arrêté l’action des microorganismes mais a fait se dégager les gaz inhérents au produit (comme les champignons qui renferment beaucoup de gaz). Un préchauffage (dit « exhaust ») du produit avant la stérilisation proprement dite élimine ce type d’inconvénients.
La surpression par dilatation des fibres du produit résulte d’un remplissage excessif de la boite avec, par exemple, des petits pois ou des haricots.
La congélation de la denrée produit une pression par augmentation du volume d’eau sans qu’il y ait quelque contamination que ce soit.
Le bombage de la boite doit dans tous les cas alerter le consommateur qui ne consommera pas le produit. C’est aux experts qu’il appartient de déterminer, par diverses méthodes comme celles de Belser, Cheftel ou Mormann, si la responsabilité du bombage doit être attribuée au fabricant de la conserve ou à celui de la boite.

Corrosion galvanique d’une tôle d’acier étamée en milieu aqueux.

Étant donné que la fabrication de la boite met en contact des métaux (acier et étain), il peut se produire une corrosion galvanique (pouvant aller jusqu’au percement de la boite) en présence d’eau ou de l’acide citrique fréquent dans les liquides alimentaires.
Dans la boite, l’étain, réagissant comme une anode sacrificielle, se dissout très lentement mais son absorption par l’homme ne parait pas donner d’effets négatifs à long terme. « Le risque potentiel majeur couru par certains individus du fait d’une ingestion aigüe semble être une irritation gastrique ». Cette dissolution de l’étain, connue pour garder à certains aliments (asperges, fruits clairs, jus de fruits clairs et produits à base de tomates) leurs caractéristiques de gout et de couleur peut modifier la coloration d’autres comme les betteraves ou les baies ; c’est l’une des raisons de l’utilité des vernis appliqués à l’intérieur des boites. L’épaisseur de ce revêtement dépend du type de produit à conserver ; une épaisseur de 4-6 μm suffit pour les abricots ou les haricots mais il en faut 8-12 μm pour le concentré de tomate.
Un autre danger pourrait découler du non-respect des règles d’hygiène lors du traitement des conserves potentiellement récupérables car il arrive qu’on reconditionne des denrées pour pouvoir remettre en état leur récipient.

#### Recommandations

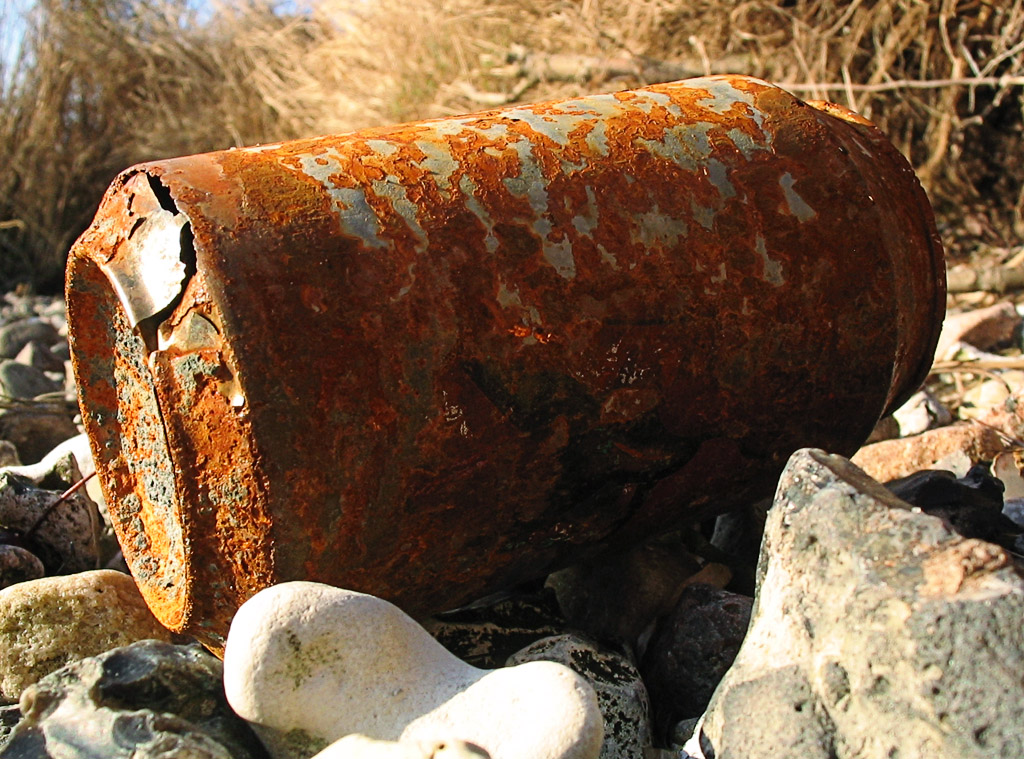
Vérifier attentivement l’état de la boite…

De façon générale, il est vivement déconseillé de consommer le contenu de boites bombées ou bosselées,,, rouillées ou suintantes. Bien que des conserves appertisées aient révélé que les denrées étaient encore bonnes des dizaines d’années après leur conditionnement, il est strictement recommandé de ne pas utiliser de conserves sans date de péremption ou à la date de péremption dépassée, où que ce soit dans le monde, sans oublier que des conserves périmées sont en circulation. La date limite d’utilisation optimale (DLUO) figurant sur les boites de conserve appertisées limite la période de responsabilité de la conserverie : si le contenu présente avant cette date une odeur ou un aspect anormal, le fabricant est tenu pour responsable ; après cette date, c’est au consommateur d’apprécier l’état des denrées et de choisir de les consommer ou non.
Des bacilles d’Eberth présents dans une eau de refroidissement qui n’avait pas été chlorée ont contaminé le contenu de boites de corned-beef mal fermées en 1964 ; le bilan a été de 400 personnes atteintes de fièvre typhoïde. D’autre part, en 1982, l’hospitalisation d’un couple belge pour soupçon de botulisme et le décès du mari ont ouvert une enquête de la FDA qui a provoqué l’examen de 500 000 boites de saumon d’Alaska (parmi lesquelles 22 étaient défectueuses) et le rappel de plus de 50 millions de boites ; le défaut consistait en un minuscule orifice produit par une machine de remise en forme des boites qui était utilisée dans toutes les conserveries de l’Alaska.

#### Toxicité du bisphénol A
Le bisphénol A qui subsiste partiellement dans le revêtement polymère de l'intérieur des boites peut contaminer l’aliment. Dans une étude de 2010, les aliments en conserve qui contenaient le plus de bisphénol A étaient le thon et la soupe concentrée, ce qui pourrait s'expliquer par une plus haute teneur en matières grasses, facilitant la migration du bisphénol. Les recherches du groupe FoodChemPack de l'université de Saint-Jacques-de-Compostelle établissent également une plus forte migration des composés toxiques vers les aliments plus riches en matières grasses, tandis qu'elle est faible dans les boissons. De plus, la chaleur facilite la migration, ce qui augmente les risques de contamination lorsque les aliments sont réchauffés dans leur boîte de conserve.
La dangerosité du bisphénol A et de ses dérivés a été longtemps ignorée : jusqu'aux années 2000, ils étaient considérés comme inoffensifs par les agences sanitaires des différents pays du monde. À partir des années 2010, ils sont reconnus comme perturbateurs endocriniens, impliqués dans le développement des maladies métaboliques telles que l'obésité et le diabète, et des troubles de la reproduction. Aux États-Unis, la Food and Drug Administration (FDA), qui avait déclaré le bisphénol A sans danger en 2008, a conclu en janvier 2010 sur la foi de nouvelles études à « des effets potentiels sur le cerveau et sur la prostate des bébés et des fœtus ». À la suite de cela, et en vertu du principe de précaution, elle soutient les industriels américains qui ont décidé de ne plus utiliser le bisphénol A dans les revêtements intérieurs des boites de conserve contenant des aliments pour bébés.  En 2010, les agences de sécurité alimentaire canadiennes et européennes étudient attentivement ce produit suspecté d’affecter la santé humaine comme l’affirme le WWF.
En France, la présence du bisphénol A est interdite[Où ?] depuis le 1er janvier 2015 ; il y[Où ?] est remplacé notamment par les bisphénol B et bisphénol S, tous deux aussi nocifs sinon plus,,,,.
En Union européenne, l'emploi du bisphénol A est interdit dans les emballages d'aliments pour bébés et enfants de moins de trois ans depuis septembre 2018. Un règlement de la Commission européenne de décembre 2024 étend l'interdiction à tous les produits entrant en contact avec des denrées alimentaires ou des boissons, incluant le bisphénol A ainsi que d'autres substances et leurs dérivés, tels que le bisphénol S.

### Pollution et recyclage

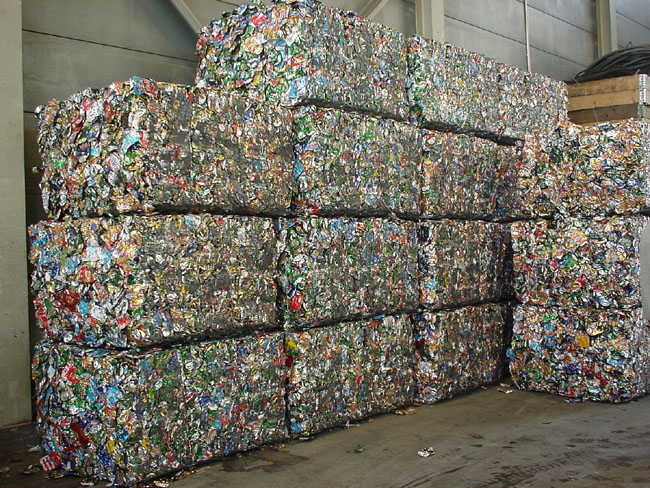
Boites compressées prêtes à partir au recyclage.

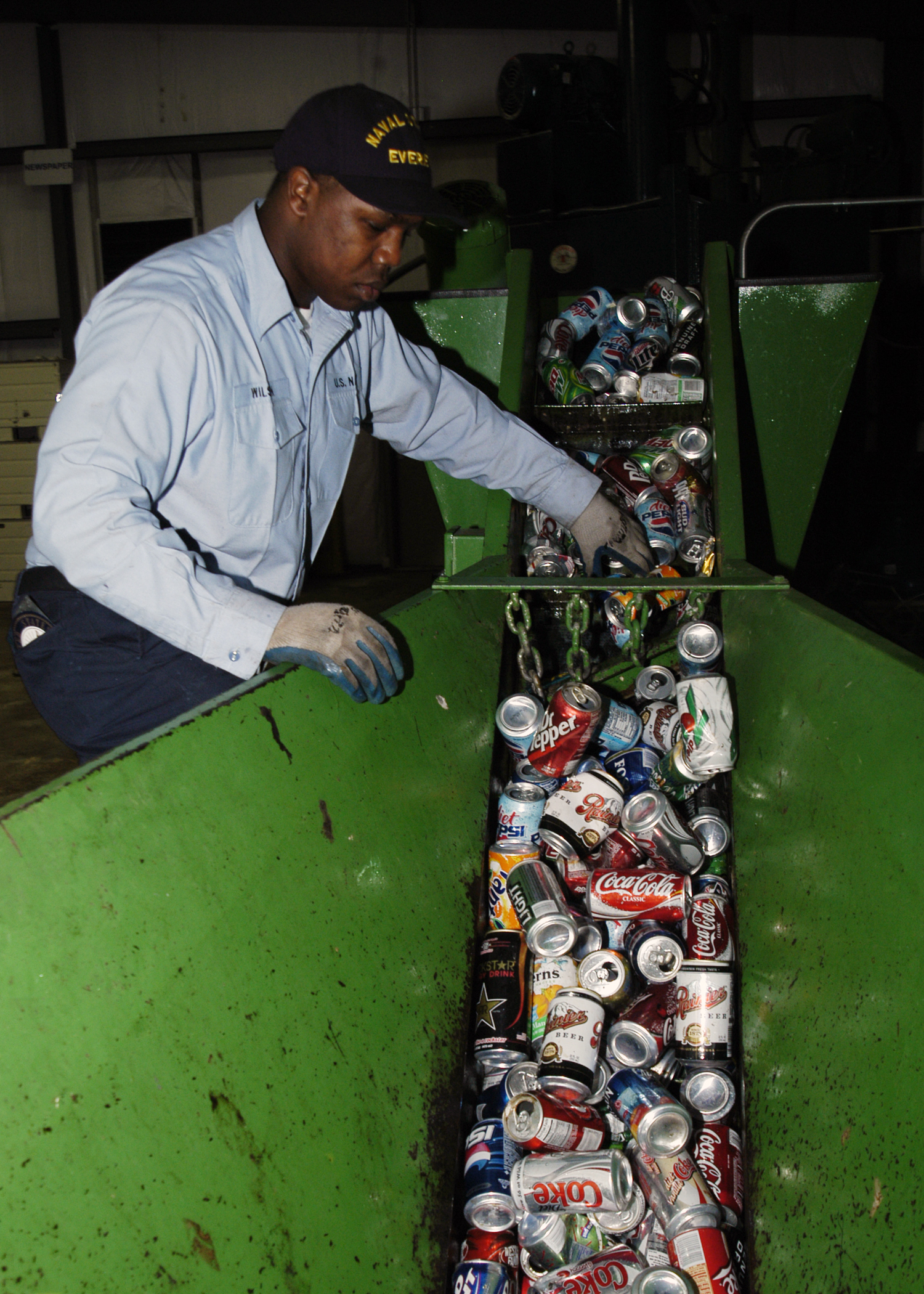
Tri manuel à l’US Navy, 2005.

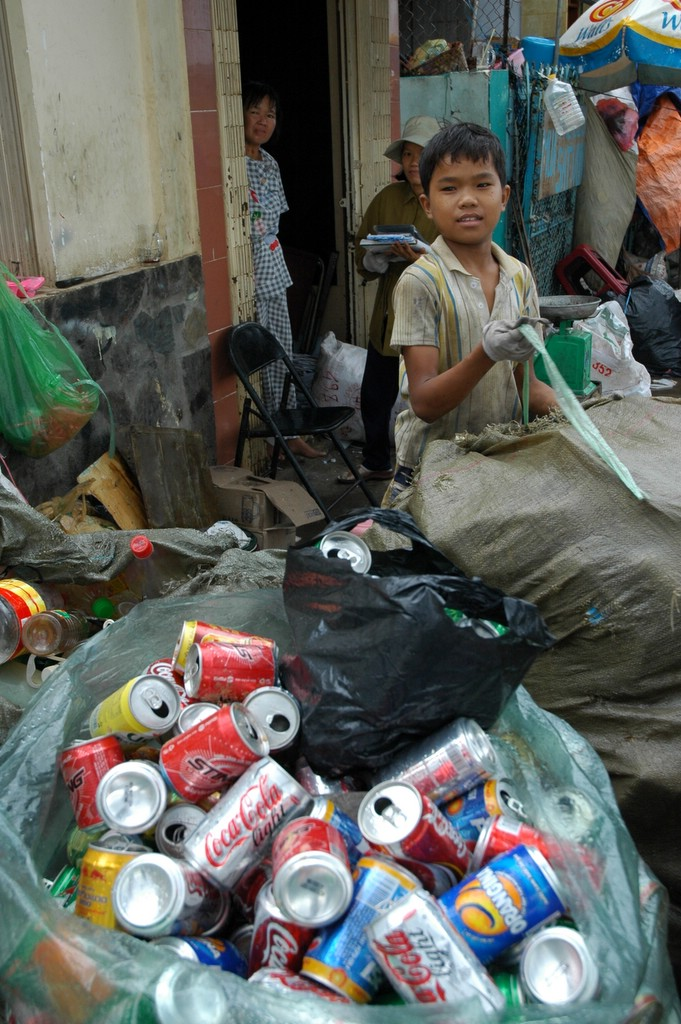
Enfant procédant au tri de déchets parmi lesquels on trouve des canettes de boissons en vue de leur réutilisation ou de leur recyclage à Hô Chi Minh-Ville.

Plus de 80 milliards de boites sont produites chaque année dans le monde, soit quasiment autant de déchets qui doivent être gérés. En acier ou aluminium, la boite de conserve est recyclable et l’étain est récupéré grâce au chlorure d'étain(IV).
Les pays industrialisés considèrent que ce recyclage constitue l’un des points essentiels de leur politique de développement durable, d’autant que la boite peut atteindre un taux de recyclage pratique très élevé (le taux théorique est de 100 % et le métal recyclé peut être lui-même recyclé entièrement et indéfiniment). Un tri sélectif des déchets a été organisé auprès des particuliers et des entreprises.
Pour répondre à la directive européenne 75/442/CEE de 1975 qui a inscrit dans son article 3 : « Les États membres prennent les mesures appropriées pour promouvoir la prévention, le recyclage et la transformation des déchets, l’obtention à partir de ceux-ci de matières premières et, éventuellement, d’énergie, ainsi que toute autre méthode permettant la réutilisation des déchets », les États de l’Union européenne ont favorisé la mise en place de filières qui rassemblent producteurs de métal, fabricants d’emballages et conserveries. Selon l’APEAL, plus de 2,5 millions de tonnes d’emballages métalliques (boites et canettes) ont été recyclées en 2007 en Europe,.
D’autre part, les progrès de l’industrie métallurgique ayant permis la réduction de l’épaisseur des boites (de 20 à 30 %), celles-ci, plus économes en matières premières et en énergie, sont devenues plus légères ; comme l’amélioration des formes a rendu ces emballages plus compacts et empilables, de grandes quantités de produits peuvent être transportés dans un volume plus limité. Ces différents facteurs permettent de diminuer l’empreinte carbone.
Dans bien des pays, cependant, le recyclage n’est pas encore organisé et les décharges constituent des lieux de travail pour adultes comme enfants.

## Détournement

### Récupération / transformation
La boite de conserve est l’objet idéal de réutilisation dans la vie courante ; elle a été transformée en outils (arrosoir contre la poussière dans les classes d’école, clou, marteau et protège-piquet, épandeur), ustensiles de cuisine (bouchon, couteau, mortier, fourneau, faisselle, gamelle, verre doseur pour les pays pauvres,,), jeux (ballon de football et jeu « de massacre » — dit aussi « Chamboule tout » — à la maison, à l’école ou sur les foires) ou téléphone acoustique (système qui fut à la base de la création du téléphone par Elisha Gray). Pendant la Seconde Guerre mondiale, elle a permis aux prisonniers de guerre de se fabriquer des réchauds de fortune à combustion lente, la « choubinette ». Sur l'ile de Niuafoʻou, elle a été également utilisée pour transmettre le courrier.
Mais elle sert aussi d’antenne directionnelle pour la transmission en liens points-à-points de courte et moyenne distance (la boite de conserve en acier étamé forme la base d’une antenne cornet fabriquée par des radioamateurs et utilisée par les membres des communautés de réseaux sans fil). Elle peut être encore un objet de culte ou un instrument de musique qui a donné le surnom de « chanteurs à boite de conserve » aux nouveaux griots peuls.. Les boites de conserve sont aussi utilisées pour faire des maracas en les remplissant de cailloux ou de graines aux Antilles. Elle est devenue un objet d’artisanat africain que l’on retrouve dans les magasins Oxfam, mais on en a aussi fait des bombes. Mangeoire pour oiseaux, simple vase voire toilettes en cas de nécessité, la boite de conserve est également utilisée comme sébile en tous pays, et notamment par les enfants talibés.

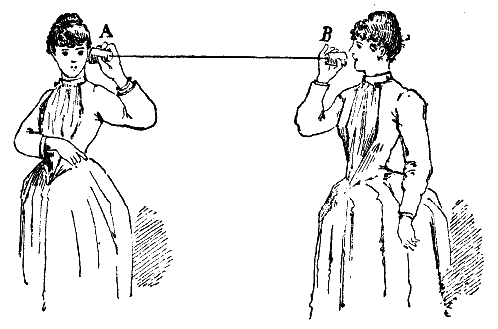
Téléphone acoustique[N 24].
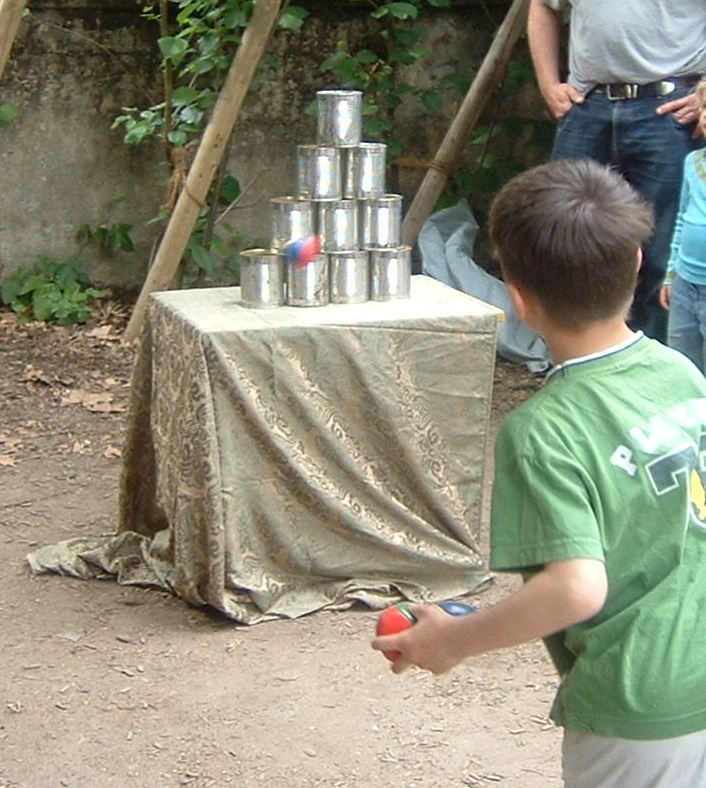
Chamboule-tout[N 25].
Cantenna, antenne[N 26].
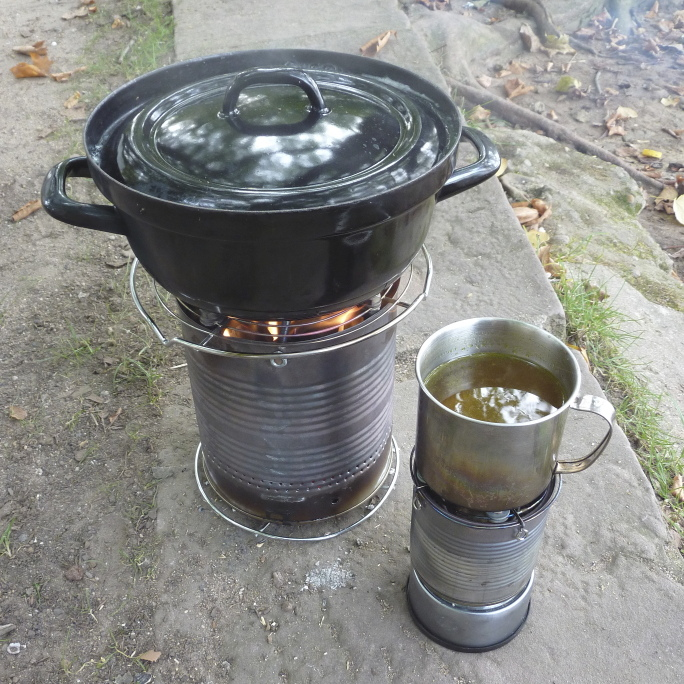
Réchaud[N 27].

### Source d’inspiration artistique
Dès le XIXe siècle, les dessinateurs d’affiches publicitaires et d’étiquettes sont sollicités par les services de marketing. La boite de conserve entre au XXe siècle dans les galeries d’art et les musées.

#### Peinture et sculpture
Après Marcel Duchamp, des artistes utilisent des objets quotidiens de la société de consommation et tiennent un discours sur ces produits.
L’un des plus connus, Andy Warhol, figure centrale du pop art américain, substitue à l’œuvre unique, la production de l’ouvrage en série. C’est sa Boîte de soupe Campbell, qui devient Campbell's Soup Cans, qui fait écrire à Marcel Duchamp : « Vous prenez une boîte de soupe Campbell's et vous la répétez cinquante fois, c’est que l’image rétinienne ne vous intéresse pas. Ce qui vous intéresse, c’est le concept qui veut mettre cinquante boîtes de soupe Campbell's sur une toile ». Warhol a produit d’autres œuvres représentant cette boite au cours de sa carrière. L’artiste doit une partie de sa notoriété à la boite de conserve et Campbell's une partie de la sienne au peintre.

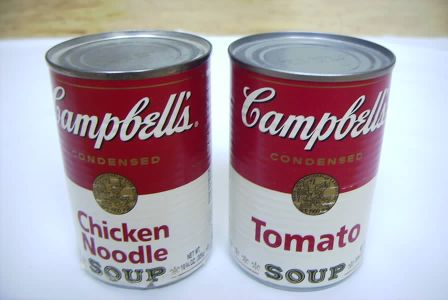
Deux boites de soupe Campbell's, comme celles qui ont inspiré Andy Warhol[N 28].
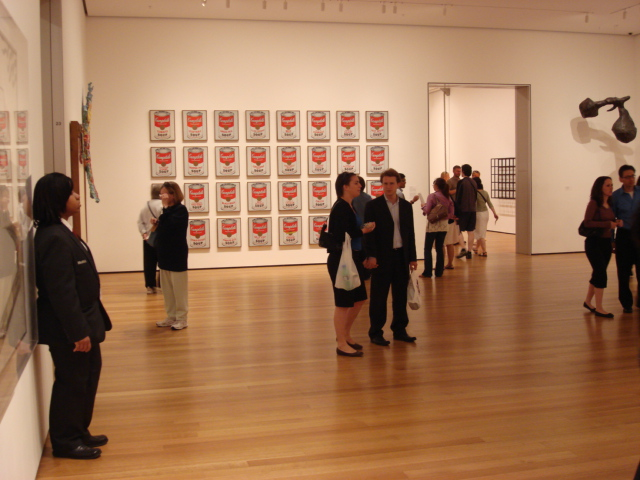
Campbell's Soup Cans, au MoMA, New York[N 29]
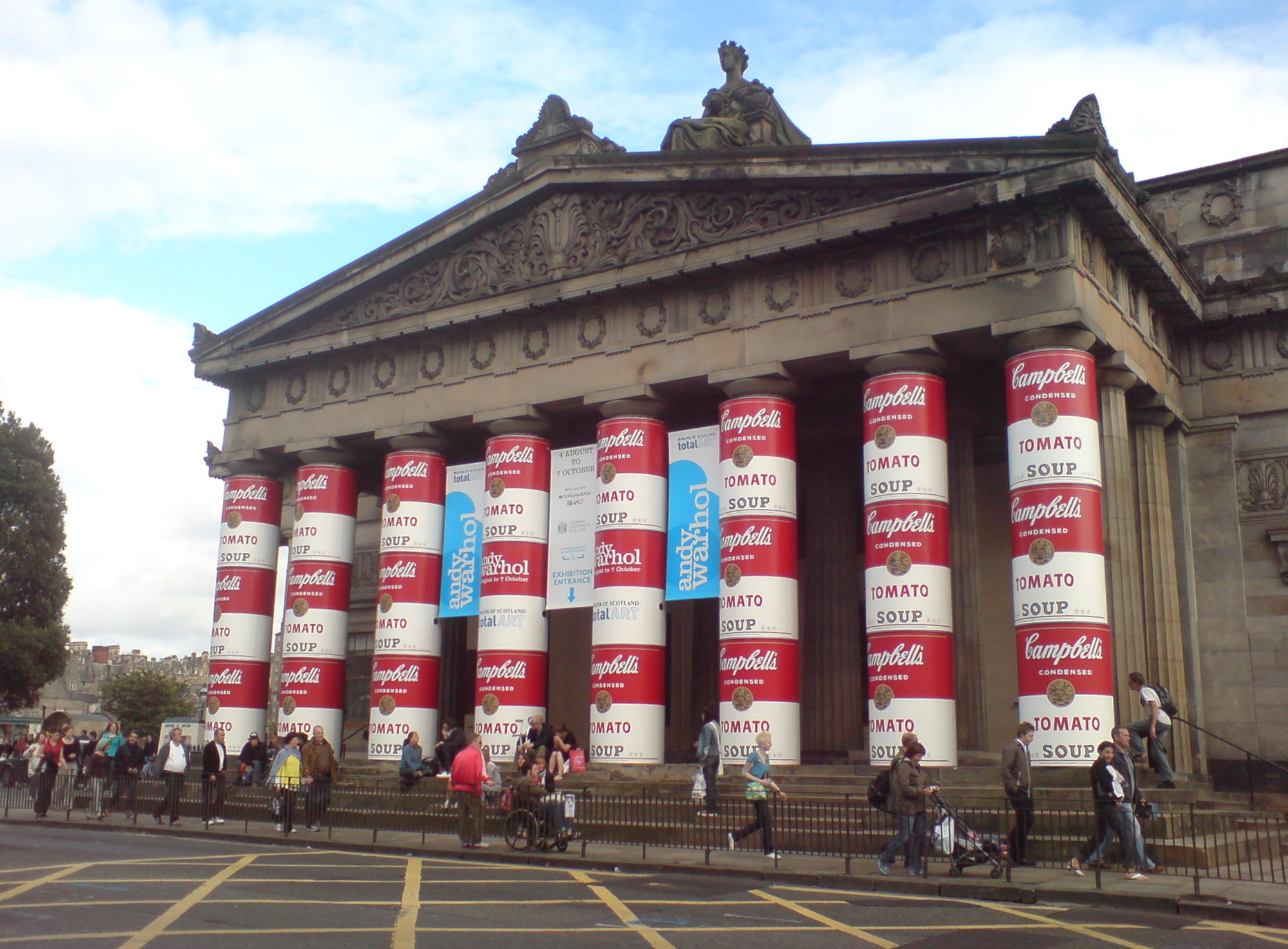
Décoration des piliers de la Royal Scottish Academy of Music and Drama pour le 20e anniversaire de la mort d'Andy Warhol, à Édimbourg[N 30].
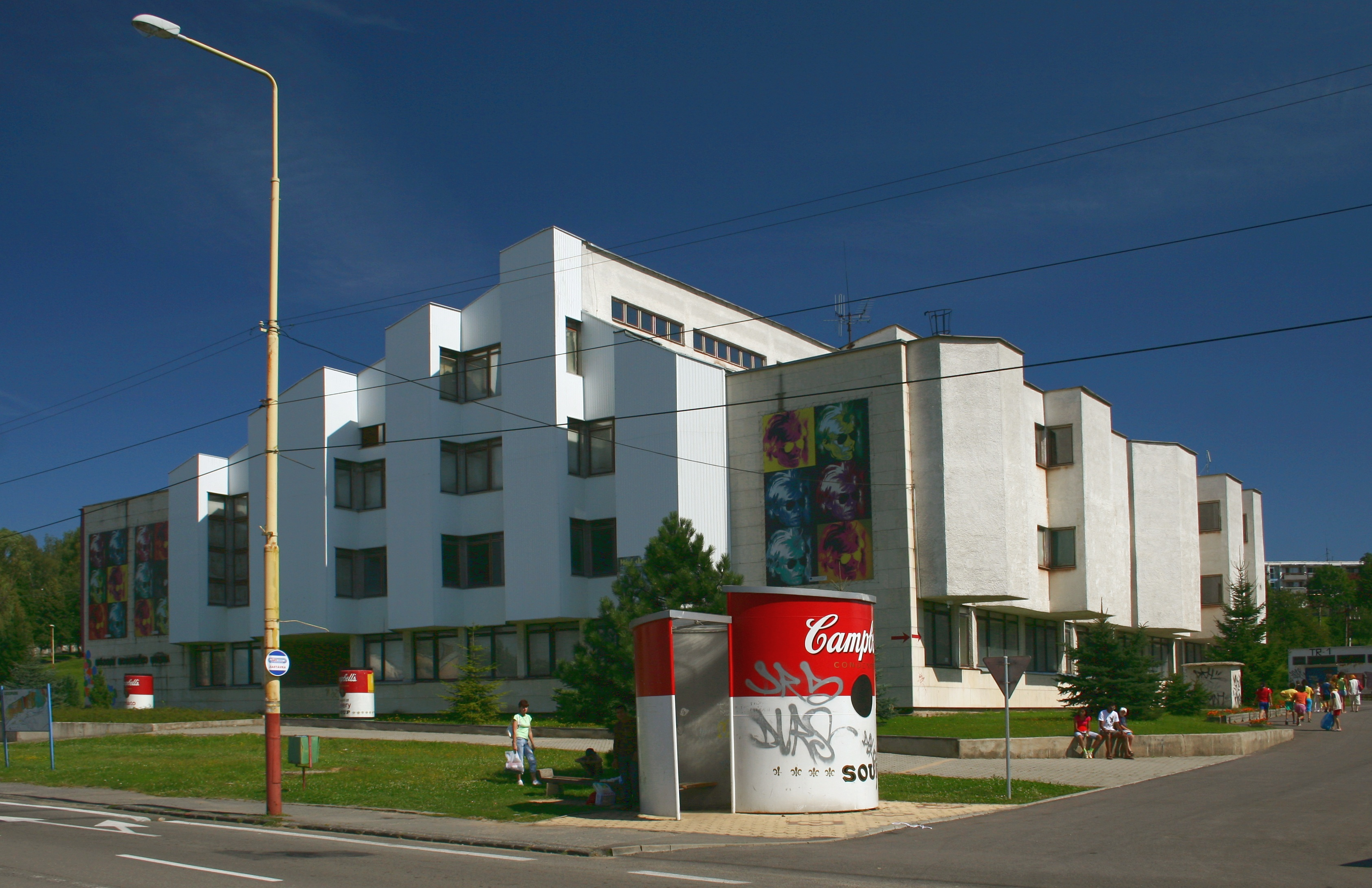
Musée d’art moderne Andy Warhol à Medzilaborce, Slovaquie[N 31].

Dans la même mouvance, on connait une sculpture en bronze Painted Bronze (1960) et une lithographie Ale Cans de Jasper Johns représentant deux boites. Un autre artiste influencé par Duchamp, Piero Manzoni, crée en 1961 Merda d'Artista avec 90 petites boites de conserves, sur lesquelles la mention « merde d’artiste » figure en différentes langues et qui contiennent chacune trente grammes d’excréments ; le sculpteur Bernard Bazile a interrogé des acquéreurs des boites et en a tiré en 2004 le film documentaire, Boîte de merde, en coproduction avec l’Institut d'art contemporain de Villeurbanne en 2004,. La rumeur sur Internet affirme que certaines boites ont explosé et d’autres, n’étant pas étanches, ont posé quelques problèmes aux collectionneurs ; il semble tout au moins qu’il y ait eu un problème de fuite pour l’une d’entre elles exposée au musée d’art de Randers.
Avec Max Ernst, la boite de conserve percée devient l’outil du peintre ; Jackson Pollock l’utilise aussi dans sa pratique de l’Action Painting.
Dans sa période de travail sur la compression, le sculpteur français César compresse en un bloc des boites de caviar Petrossian.
Dans les années 1970, le peintre et sculpteur grec Giánnis Gaḯtis associe dans de très nombreuses œuvres boites de conserve, cylindriques ou de type « à sardines » à décollage avec sa clé, et profils d’hommes-robots chapeautés ; les personnages sont littéralement mis en boite ou ornent la paroi extérieure du récipient qui contient un puzzle.

#### Autres secteurs artistiques
La boite métallique se retrouve dans d’autres secteurs artistiques.

##### Cinéma
La voiture des jeunes mariés qui s’éloigne, bringuebalant derrière elle une flopée de boites de conserve, comme on le voit dans Rock ou dans Shrek, est devenue un cliché. Dans la scène finale de Gros Dégueulasse (en 1985), le personnage principal interprété par Maurice Risch se suicide en s'ouvrant les veines avec une boite de conserve. Dans Le Pianiste (en 2002), Roman Polanski utilise une boite de conserve portant une étiquette naïvement illustrée et le nom d’un légume pour illustrer un passage de l’autobiographie de Władysław Szpilman et fait de cet épisode « le pire moment de dégradation sociale ». Dans les deux films Dans une galaxie près de chez vous, et dans la série télévisée dont ils sont tirés, le vaisseau spatial Romano Fafard n’est qu’un assemblage incongru de boites de conserve géantes.

##### Musique
La boite de conserve est parfois utilisée comme résonateur de la Sanza. Le nom du groupe de blues-rock américain Canned Heat est inspiré par un vieux blues de Tommy Johnson, Canned Heat Blues. Le Canned Heat était une boite de conserve qui contenait de l’alcool quasiment pur utilisé comme produit de ménage. En pleine prohibition, les plus démunis en tiraient une boisson hautement toxique — Tommy Johnson en était consommateur. Bien que son nom ne soit qu’un homonyme de l’anglais can, le groupe allemand Can fait figurer une boite de gombos sur la pochette de son troisième album, Ege Bamyasi (1972).
À Quimper dans le Finistère, un couple réalise en 2014 des boites à musique à partir des conserves Hénaff notamment, baptisées « Pennarbox ».

##### Littérature
La boite de conserve fait partie de l’univers de Claude Simon, qui définit d’ailleurs le livre comme une boite de conserve remplie de gélatine conservant tous les éléments du roman. Chez Edmond Jabès, elle fait partie du paysage urbain. Voyage dans une boîte de conserve est une nouvelle de science-fiction de Raphael Aloysius Lafferty publiée dans Le Livre d'or de la science-fiction : Raphaël Lafferty.

##### Bande dessinée
La boite de conserve est présente dès 1889, où le dessinateur de comic strips Frederick Burr Opeer crée, dans le New York Journal le personnage Happy Hooligan, « vagabond coiffé d’une boîte de conserve, toujours naïf, toujours berné, maltraité par les « cops » et trahi par ses proches. » ; ce personnage est repris sous le nom de Fortuné dans l’hebdomadaire français Jumbo en 1935. Elle apparait dans Le Soir-Jeunesse du 17 octobre 1940, lorsque commence la publication de la dernière aventure des seuls Tintin et Milou, Le Crabe aux pinces d'or, où Tintin s’intéresse à la mort d’un marin, en lien avec une boite de crabe vide que Milou a trouvée en fouillant dans une poubelle. Le marin avait écrit un message sur un bout de papier qui, vraisemblablement, faisait partie de l’emballage de cette boite de conserve, et comportait le nom du cargo, Karaboudjan. Tintin découvre que l’équipage du Karaboudjan pratique le trafic d’opium, et que les boites de conserve stockées sur le navire ne contiennent pas du crabe, contrairement à ce que leur emballage laisserait à penser, mais servent en fait à transporter la drogue — un système qui s’est réellement pratiqué. La boite de conserve est l’un des déguisements de Gaston Lagaffe. Dans un épisode des Tuniques bleues, un sergent est ridiculisé par un éclaireur indien qu’il voulait impressionner par un tir d’éclat sur une boite de conserve lancée dans les airs. Dans la version britannique des Lucky Luke de Morris et Goscinny, Rantanplan, le « chien le plus bête de l’Ouest » (selon Jolly Jumper) est rebaptisé Rin Tin Can, en référence à la fois à Rintintin (dont il est inspiré) et à la boite de conserve en étain (tin can en anglais). Dans sa bande dessinée autobiographique Couma acò, Edmond Baudoin, s’interrogeant sur la notion d’œuvre, évoque son grand-père, bâtisseur de murets (land art), qui signait ses œuvres en y incorporant une boite de conserve.

##### Architecture
La firme agroalimentaire américaine Hormel Foods Corporation s’enorgueillit d’avoir créé pour son usine de Beloit au Wisconsin la plus grande boite de conserve de chili con carne dans le style de l’architecture « canard ».

### Autres aspects culturels
La boite de conserve peut aussi être utilisée dans des activités autres que la conserve alimentaire, de même que son nom peut désigner d’autres objets par analogie.
Ersatz du pigeon d’argile, ou, mieux, de la palombe, lancée dans les airs, elle est de nombreuses fois trouée par les apprentis tireurs comme on peut le voir au cinéma ou dans la bande dessinée.
La forme des Z 6100 et des Z 5300, des rames automotrices électriques, composées d’une « caisse » en acier inoxydable, lui vaut le surnom, entre autres de « boite de conserve ». La sensation d’enfermement dans un habitacle de tôle fait appeler « boite de conserve » le char de combat.

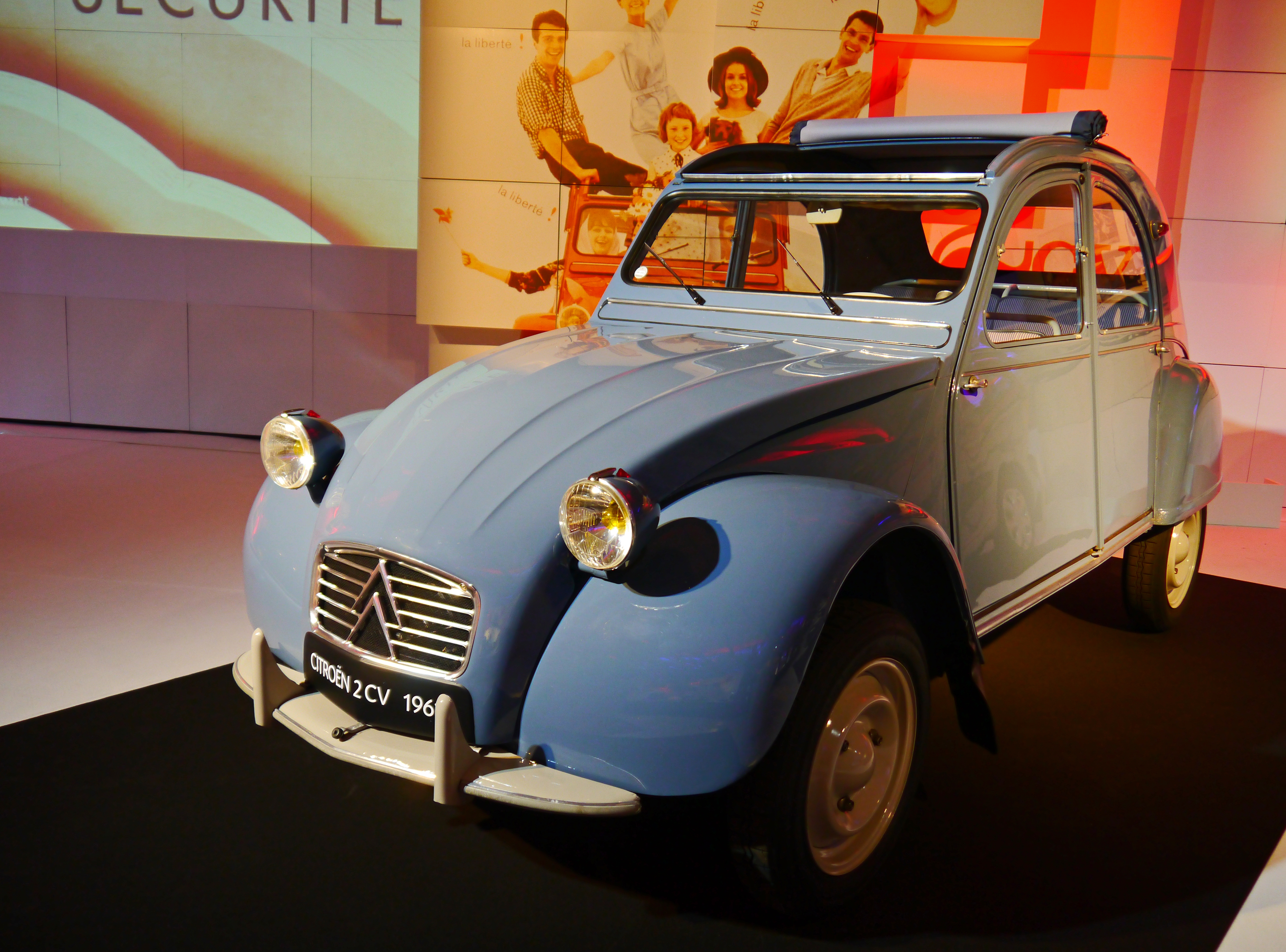
Une 2 CV de 1961 exposée au Mondial de l'automobile de Paris en 2012.

La Citroën 2 CV, petite voiture économique à la tenue de route légendaire qui possédait deux phares, un démarreur (pour pouvoir être conduite par des femmes) et le chauffage, est raillée par la presse à son lancement : « Quelle horreur, ça une voiture ? Plutôt une boîte de conserve avec quatre roues ! Personne n’osera rouler là-dedans ! ». L’expression « boite de conserve à quatre roues » est passée dans le langage courant pour désigner un véhicule de bas de gamme ou de mauvaise qualité.
L’équipage de l’Isbjørn qui trouva le corps de Knut Frænkel mort lors de l’expédition polaire de S. A. Andrée en 1897, découvrit également une boîte de conserve contenant un film photographique réalisé par Nils Strindberg.
La boite sert d’écrin pour un parfum de Jean-Paul Gaultier en 1995.
La boite est aussi un gadget touristique : on trouve dans les magasins des « boites d’air de Berlin » contenant, dit-on, de l’air de cette ville ; la boite est parfois accompagnée d’une explication qui renvoie à un air connu de Paul Lincke (Das ist die Berliner Luft Luft Luft…)
C’est une boite de conserve qui permet à Jacques Lacan de découvrir quelque chose sur lui-même, de modifier « la relation imaginaire qu’il entretient avec son moi » et qui va l’amener à écrire :

« Pour ce qui est de reconnaitre le passage, le pas, la marque, la trace, la paume de l’homme, nous pouvons être tranquilles — là où nous trouvons une accumulation titanesque d’écailles d’huitres, ça ne peut manifestement être que des hommes qui sont passés par là. Là où il y a une accumulation de déchets en désordre, il y a de l’homme. »